# Campeonato de Primera B Nacional 2016-17
El campeonato de Primera B Nacional 2016-17 fue la trigésima segunda edición del torneo federal de segunda división del fútbol argentino. El comienzo estuvo en duda debido a los conflictos económicos entre la asociación y los clubes de las categorías de ascenso. Finalmente, dio inicio el 27 de agosto de 2016, y finalizó el 30 de julio de 2017, con un receso previsto originalmente entre el 17 de diciembre y el 28 de enero, que se prolongó hasta el 10 de marzo, por la crisis institucional de la AFA, que incluyó una huelga de jugadores nucleados en Futbolistas Argentinos Agremiados.
Los nuevos participantes fueron, por un lado, el equipo descendido de la Primera División: Argentinos Juniors, a la que había ascendido en la temporada 2014. Por otro lado, los dos que ascendieron de la tercera categoría, uno por la rama de los clubes directamente afiliados a la AFA, a través del torneo de Primera B, y otro por los afiliados indirectamente, que disputan el Torneo Federal A. Ellos eran: Flandria, de la localidad de Jáuregui, ganador del Campeonato de Primera B 2016, que hizo su debut en el torneo, y San Martín, de la ciudad de San Miguel de Tucumán, campeón del Torneo Federal A 2016, cuya última participación se produjo en la edición 2010-11. Con 46 fechas, es la edición del certamen más extensa al momento.
Consagró campeón a Argentinos Juniors, tres fechas antes del final del torneo, con lo que consiguió retornar a Primera tras una única temporada. El subcampeón, el Club Atlético Chacarita Juniors, obtuvo el segundo ascenso.
Por otra parte, hubo cuatro descensos, por el sistema de promedios, a la tercera categoría, todos ellos al Torneo Federal A.

## Ascensos y descensos
| Torneo    | Descendido de la B Nacional 2016 |
| --------- | -------------------------------- |
| Federal A | Juventud Unida Universitario     |

| Torneo    | Ascendidos a la B Nacional 2016-17 |
| --------- | ---------------------------------- |
| Primera B | Flandria                           |
| Federal A | San Martín (T)                     |

| Pos | Ascendido a la Primera División 2016-17 |
| --- | --------------------------------------- |
| 1.º | Talleres (C)                            |

| Prom | Descendido de la Primera División 2016 |
| ---- | -------------------------------------- |
| 30.º | Argentinos Juniors                     |

- De esta manera, el número de participantes aumentó a 23.

## Equipos
| Equipo                  | Ciudad                | Estadio                                         | Capacidad   |
| ----------------------- | --------------------- | ----------------------------------------------- | ----------- |
| All Boys                | Buenos Aires          | Islas Malvinas                                  | 21 500      |
| Almagro                 | José Ingenieros       | Tres de Febrero                                 | 19 000      |
| Argentinos Juniors      | Buenos Aires          | Diego Armando Maradona                          | 24 380      |
| Atlético Paraná         | Paraná                | Pedro Mutio                                     | 7000        |
| Boca Unidos             | Corrientes            | Leoncio Benítez                                 | 8000        |
| Brown                   | Adrogué               | Lorenzo Arandilla                               | 4500        |
| Central Córdoba         | Santiago del Estero   | Alfredo Terrera                                 | 16 000      |
| Chacarita Juniors       | Villa Maipú           | Chacarita Juniors                               | 20 844      |
| Crucero del Norte       | Garupá                | Comandante Andrés Guacurarí                     | 15 000      |
| Douglas Haig            | Pergamino             | Miguel Morales                                  | 15 000      |
| Ferro Carril Oeste      | Buenos Aires          | Arquitecto Ricardo Etcheverri                   | 24 268      |
| Flandria                | Jáuregui              | Carlos V                                        | 5000        |
| Gimnasia y Esgrima      | San Salvador de Jujuy | 23 de Agosto                                    | 29 500      |
| Guillermo Brown         | Puerto Madryn         | Raúl Conti                                      | 15 000      |
| Independiente Rivadavia | Mendoza               | Bautista Gargantini                             | 24 000      |
| Instituto               | Córdoba               | Juan Domingo Perón                              | 32 000      |
| Juventud Unida          | Gualeguaychú          | De los Eucaliptos                               | 5000        |
| Los Andes               | Lomas de Zamora       | Eduardo Gallardón                               | 36 942      |
| Nueva Chicago           | Buenos Aires          | Nueva Chicago                                   | 25 000      |
| Ramón Santamarina       | Tandil                | Municipal General San Martín                    | 12 000      |
| San Martín              | San Miguel de Tucumán | La Ciudadela                                    | 24 500      |
| Sportivo Estudiantes    | San Luis              | Héctor Odicino-Pedro Benoza República de Italia | 11 000 8000 |
| Villa Dálmine           | Campana               | El Coliseo de Mitre y Puccini                   | 11 250      |

### Distribución geográfica de los equipos
| Región                                   | Cant. | Equipos                                                          |
| ---------------------------------------- | ----- | ---------------------------------------------------------------- |
| Ciudad de Buenos Aires                   | 4     | All Boys, Argentinos Juniors, Ferro Carril Oeste y Nueva Chicago |
| Conurbano bonaerense                     | 4     | Almagro, Brown de Adrogué, Chacarita y Los Andes                 |
| Interior de la provincia de Buenos Aires | 4     | Douglas Haig, Flandria, Ramón Santamarina y Villa Dálmine        |
| Provincia de Entre Ríos                  | 2     | Atlético Paraná y Juventud Unida (G)                             |
| Provincia del Chubut                     | 1     | Guillermo Brown                                                  |
| Provincia de Córdoba                     | 1     | Instituto                                                        |
| Provincia de Corrientes                  | 1     | Boca Unidos                                                      |
| Provincia de Jujuy                       | 1     | Gimnasia y Esgrima                                               |
| Provincia de Mendoza                     | 1     | Independiente Rivadavia                                          |
| Provincia de Misiones                    | 1     | Crucero del Norte                                                |
| Provincia de San Luis                    | 1     | Sportivo Estudiantes                                             |
| Provincia de Santiago del Estero         | 1     | Central Córdoba                                                  |
| Provincia de Tucumán                     | 1     | San Martín                                                       |

## Formato

### Ascensos
Los 23 participantes se enfrentaron en dos ruedas por el sistema de todos contra todos. Ascendieron el campeón y el subcampeón.

### Descensos
Los cuatro equipos peor ubicados en la tabla de promedios descendieron a la tercera categoría.

### Clasificación a la Copa Argentina 2016-17
Los primeros doce de la tabla parcial de la primera rueda clasificaron a los treintaidosavos de final de la Copa Argentina 2016-17.

## Tabla de posiciones final
| Pos. | Equipo                    | Pts. | PJ | PG | PE | PP | GF | GC | Dif. |
| ---- | ------------------------- | ---- | -- | -- | -- | -- | -- | -- | ---- |
| 01.º | Argentinos Juniors        | 88   | 44 | 25 | 13 | 6  | 61 | 24 | 37   |
| 02.º | Chacarita Juniors         | 77   | 44 | 22 | 11 | 11 | 57 | 40 | 17   |
| 03.º | Guillermo Brown           | 75   | 44 | 20 | 15 | 9  | 53 | 30 | 23   |
| 04.º | Independiente Rivadavia   | 67   | 44 | 16 | 19 | 9  | 48 | 44 | 4    |
| 05.º | Brown de Adrogué          | 65   | 44 | 18 | 11 | 15 | 57 | 50 | 7    |
| 06.º | Instituto                 | 63   | 44 | 17 | 12 | 15 | 58 | 51 | 7    |
| 07.º | San Martín (T)            | 61   | 44 | 16 | 13 | 15 | 62 | 54 | 8    |
| 08.º | Ramón Santamarina         | 61   | 44 | 15 | 16 | 13 | 45 | 43 | 2    |
| 09.º | Ferro Carril Oeste        | 60   | 44 | 13 | 21 | 10 | 51 | 44 | 7    |
| 10.º | Nueva Chicago             | 60   | 44 | 16 | 12 | 16 | 53 | 47 | 6    |
| 11.º | Almagro                   | 60   | 44 | 14 | 18 | 12 | 35 | 34 | 1    |
| 12.º | All Boys                  | 60   | 44 | 16 | 12 | 16 | 42 | 45 | −3   |
| 13.º | Los Andes                 | 59   | 44 | 14 | 17 | 13 | 47 | 50 | −3   |
| 14.º | Central Córdoba (SdE)     | 58   | 44 | 14 | 16 | 14 | 57 | 49 | 8    |
| 15.º | Flandria                  | 56   | 44 | 13 | 17 | 14 | 39 | 40 | −1   |
| 16.º | Juventud Unida (G)        | 55   | 44 | 14 | 13 | 17 | 50 | 66 | −16  |
| 17.º | Sportivo Estudiantes (SL) | 54   | 44 | 14 | 12 | 18 | 40 | 58 | −18  |
| 18.º | Gimnasia y Esgrima (J)    | 52   | 44 | 12 | 16 | 16 | 36 | 45 | −9   |
| 19.º | Douglas Haig              | 50   | 44 | 11 | 17 | 16 | 36 | 49 | −13  |
| 20.º | Boca Unidos               | 47   | 44 | 11 | 14 | 19 | 42 | 54 | −12  |
| 21.º | Villa Dálmine             | 47   | 44 | 12 | 11 | 21 | 45 | 60 | −15  |
| 22.º | Atlético Paraná           | 39   | 44 | 9  | 12 | 23 | 34 | 57 | −23  |
| 23.º | Crucero del Norte         | 37   | 44 | 8  | 13 | 23 | 36 | 50 | −14  |

|  | Campeón. Ascendió a la Primera División. |
|  | Ascendió a la Primera División.          |

|  |

### Evolución de las posiciones

#### Primera rueda
| Equipo / Fecha       |      |      |      |      |      |      |      |      |      |      |      |      |      |      |      |      |      |      |      |      |      |      |      |
| Equipo / Fecha       | 01   | 02   | 03   | 04   | 05   | 06   | 07   | 08   | 09   | 10   | 11   | 12   | 13   | 14   | 15   | 16   | 17   | 18   | 19   | 20   | 21   | 22   | 23   |
| -------------------- | ---- | ---- | ---- | ---- | ---- | ---- | ---- | ---- | ---- | ---- | ---- | ---- | ---- | ---- | ---- | ---- | ---- | ---- | ---- | ---- | ---- | ---- | ---- |
| All Boys             | 17.º | 18.º | 23.º | 16.º | 09.º | 09.º | 09.º | 19.º | 20.º | 12.º | 08.º | 17.º | 09.º | 07.º | 07.º | 08.º | 09.º | 07.º | 09.º | 09.º | 11.º | 09.º | 12.º |
| Almagro              | —    | 14.º | 16.º | 18.º | 11.º | 11.º | 11.º | 05.º | 06.º | 03.º | 05.º | 11.º | 06.º | 08.º | 05.º | 06.º | 06.º | 04.º | 06.º | 06.º | 06.º | 07.º | 09.º |
| Argentinos Juniors   | 09.º | 05.º | 03.º | 05.º | 08.º | 08.º | 08.º | 17.º | 07.º | 04.º | 04.º | 01.º | 04.º | 02.º | 02.º | 02.º | 02.º | 02.º | 02.º | 02.º | 02.º | 02.º | 02.º |
| Atlético Paraná      | 21.º | 22.º | 10.º | 15.º | 16.º | 16.º | 16.º | 08.º | 14.º | 06.º | 14.º | 21.º | 16.º | 17.º | 19.º | 20.º | 20.º | 20.º | 18.º | 20.º | 21.º | 20.º | 21.º |
| Boca Unidos          | 05.º | 10.º | 12.º | 07.º | 06.º | 06.º | 06.º | 10.º | 16.º | 20.º | 17.º | 23.º | 19.º | 21.º | 16.º | 19.º | 14.º | 15.º | 11.º | 14.º | 09.º | 12.º | 16.º |
| Brown de Adrogué     | 02.º | 03.º | 02.º | 01.º | 03.º | 03.º | 03.º | 07.º | 10.º | 15.º | 11.º | 09.º | 11.º | 15.º | 12.º | 13.º | 16.º | 18.º | 19.º | 15.º | 11.º | 10.º | 07.º |
| C. Córdoba (SdE)     | 16.º | 16.º | 21.º | 22.º | 19.º | 19.º | 19.º | 12.º | 05.º | 10.º | 06.º | 03.º | 05.º | 10.º | 10.º | 10.º | 12.º | 16.º | 12.º | 11.º | 15.º | 16.º | 10.º |
| Chacarita Juniors    | 13.º | 14.º | 09.º | 03.º | 04.º | 04.º | 04.º | 09.º | 03.º | 08.º | 15.º | 05.º | 07.º | 04.º | 06.º | 03.º | 03.º | 03.º | 03.º | 03.º | 03.º | 03.º | 04.º |
| Crucero del Norte    | 09.º | 17.º | 22.º | 23.º | 20.º | 20.º | 20.º | 13.º | 12.º | 18.º | 21.º | 18.º | 22.º | 22.º | 22.º | 22.º | 23.º | 23.º | 23.º | 22.º | 22.º | 23.º | 23.º |
| Douglas Haig         | 17.º | 18.º | 18.º | 20.º | 22.º | 22.º | 22.º | 22.º | 22.º | 23.º | 20.º | 20.º | 15.º | 18.º | 18.º | 18.º | 18.º | 14.º | 16.º | 13.º | 14.º | 13.º | 17.º |
| Ferro Carril Oeste   | 04.º | 02.º | 04.º | 04.º | 02.º | 02.º | 02.º | 02.º | 02.º | 02.º | 01.º | 02.º | 02.º | 03.º | 04.º | 05.º | 05.º | 08.º | 07.º | 07.º | 07.º | 08.º | 06.º |
| Flandria             | 02.º | 06.º | 06.º | 08.º | 15.º | 15.º | 15.º | 18.º | 17.º | 16.º | 18.º | 14.º | 17.º | 11.º | 14.º | 15.º | 19.º | 19.º | 21.º | 23.º | 23.º | 22.º | 22.º |
| Gimnasia (J)         | 17.º | 18.º | 17.º | 12.º | 13.º | 13.º | 13.º | 15.º | 15.º | 07.º | 10.º | 13.º | 14.º | 16.º | 13.º | 14.º | 15.º | 12.º | 14.º | 16.º | 19.º | 21.º | 20.º |
| Guillermo Brown      | 05.º | 11.º | 14.º | 19.º | 14.º | 14.º | 14.º | 06.º | 08.º | 05.º | 02.º | 07.º | 03.º | 01.º | 01.º | 01.º | 01.º | 01.º | 01.º | 01.º | 01.º | 01.º | 01.º |
| Indep'te Rivadavia   | 17.º | 18.º | 10.º | 13.º | 17.º | 17.º | 17.º | 11.º | 11.º | 11.º | 07.º | 04.º | 01.º | 05.º | 03.º | 04.º | 04.º | 06.º | 04.º | 05.º | 04.º | 06.º | 08.º |
| Instituto            | 13.º | 13.º | 07.º | 11.º | 12.º | 12.º | 12.º | 03.º | 04.º | 09.º | 16.º | 10.º | 10.º | 09.º | 11.º | 12.º | 08.º | 05.º | 05.º | 04.º | 05.º | 04.º | 05.º |
| Juventud Unida (G)   | 23.º | 23.º | 20.º | 14.º | 18.º | 18.º | 18.º | 20.º | 18.º | 17.º | 19.º | 22.º | 23.º | 19.º | 20.º | 21.º | 21.º | 22.º | 22.º | 21.º | 20.º | 19.º | 14.º |
| Los Andes            | 05.º | 09.º | 14.º | 17.º | 21.º | 21.º | 21.º | 21.º | 23.º | 22.º | 23.º | 16.º | 18.º | 20.º | 21.º | 17.º | 17.º | 17.º | 17.º | 19.º | 17.º | 18.º | 15.º |
| Nueva Chicago        | 09.º | 04.º | 07.º | 10.º | 10.º | 10.º | 10.º | 04.º | 09.º | 14.º | 12.º | 15.º | 20.º | 12.º | 09.º | 07.º | 07.º | 09.º | 10.º | 12.º | 08.º | 05.º | 03.º |
| Ramón Santamarina    | 21.º | 07.º | 05.º | 05.º | 05.º | 05.º | 05.º | 16.º | 19.º | 19.º | 13.º | 19.º | 21.º | 23.º | 23.º | 23.º | 22.º | 21.º | 20.º | 17.º | 18.º | 17.º | 11.º |
| San Martín (T)       | 09.º | 12.º | 19.º | 21.º | 23.º | 23.º | 23.º | 23.º | 21.º | 21.º | 22.º | 12.º | 13.º | 13.º | 15.º | 11.º | 11.º | 10.º | 08.º | 08.º | 10.º | 11.º | 13.º |
| Sp. Estudiantes (SL) | 05.º | 07.º | 13.º | 09.º | 07.º | 07.º | 07.º | 14.º | 13.º | 13.º | 09.º | 08.º | 12.º | 14.º | 17.º | 16.º | 13.º | 13.º | 15.º | 18.º | 16.º | 14.º | 18.º |
| Villa Dálmine        | 01.º | 01.º | 01.º | 02.º | 01.º | 01.º | 01.º | 01.º | 01.º | 01.º | 03.º | 06.º | 08.º | 06.º | 08.º | 09.º | 10.º | 11.º | 13.º | 10.º | 13.º | 15.º | 19.º |

| 1. 2. 3. 4. |

#### Segunda rueda
| Equipo / Fecha       |      |      |      |      |      |      |      |      |      |      |      |      |      |      |      |      |      |      |      |      |      |      |      |
| Equipo / Fecha       | 24   | 25   | 26   | 27   | 28   | 29   | 30   | 31   | 32   | 33   | 34   | 35   | 36   | 37   | 38   | 39   | 40   | 41   | 42   | 43   | 44   | 45   | 46   |
| -------------------- | ---- | ---- | ---- | ---- | ---- | ---- | ---- | ---- | ---- | ---- | ---- | ---- | ---- | ---- | ---- | ---- | ---- | ---- | ---- | ---- | ---- | ---- | ---- |
| All Boys             | 11.º | 11.º | 14.º | 13.º | 11.º | 13.º | 13.º | 10.º | 12.º | 09.º | 10.º | 12.º | 12.º | 11.º | 12.º | 13.º | 14.º | 11.º | 12.º | 13.º | 10.º | 14.º | 12.º |
| Almagro              | 12.º | 12.º | 09.º | 08.º | 07.º | 09.º | 07.º | 07.º | 09.º | 07.º | 07.º | 07.º | 07.º | 10.º | 11.º | 09.º | 10.º | 10.º | 11.º | 09.º | 11.º | 10.º | 11.º |
| Argentinos Juniors   | 02.º | 02.º | 01.º | 01.º | 01.º | 01.º | 01.º | 01.º | 01.º | 01.º | 01.º | 01.º | 01.º | 01.º | 01.º | 01.º | 01.º | 01.º | 01.º | 01.º | 01.º | 01.º | 01.º |
| Atlético Paraná      | 22.º | 22.º | 22.º | 23.º | 23.º | 23.º | 23.º | 23.º | 23.º | 23.º | 23.º | 23.º | 23.º | 23.º | 23.º | 23.º | 23.º | 23.º | 23.º | 23.º | 23.º | 22.º | 22.º |
| Boca Unidos          | 17.º | 21.º | 21.º | 21.º | 21.º | 21.º | 20.º | 20.º | 21.º | 19.º | 20.º | 20.º | 21.º | 21.º | 21.º | 21.º | 21.º | 21.º | 21.º | 21.º | 20.º | 20.º | 20.º |
| Brown de Adrogué     | 10.º | 10.º | 08.º | 06.º | 09.º | 12.º | 11.º | 09.º | 07.º | 08.º | 08.º | 09.º | 08.º | 07.º | 06.º | 07.º | 07.º | 08.º | 08.º | 08.º | 08.º | 06.º | 05.º |
| C. Córdoba (SdE)     | 08.º | 08.º | 12.º | 12.º | 14.º | 08.º | 09.º | 08.º | 08.º | 10.º | 09.º | 10.º | 14.º | 16.º | 16.º | 14.º | 13.º | 16.º | 14.º | 14.º | 12.º | 13.º | 14.º |
| Chacarita Juniors    | 03.º | 03.º | 03.º | 03.º | 03.º | 04.º | 04.º | 04.º | 04.º | 05.º | 03.º | 04.º | 03.º | 03.º | 03.º | 03.º | 03.º | 02.º | 03.º | 03.º | 02.º | 02.º | 02.º |
| Crucero del Norte    | 23.º | 23.º | 23.º | 22.º | 22.º | 22.º | 22.º | 22.º | 22.º | 22.º | 22.º | 22.º | 22.º | 22.º | 22.º | 22.º | 22.º | 22.º | 22.º | 22.º | 22.º | 23.º | 23.º |
| Douglas Haig         | 18.º | 15.º | 13.º | 15.º | 15.º | 15.º | 16.º | 15.º | 17.º | 17.º | 18.º | 18.º | 18.º | 18.º | 18.º | 19.º | 18.º | 18.º | 17.º | 18.º | 18.º | 18.º | 19.º |
| Ferro Carril Oeste   | 07.º | 05.º | 06.º | 05.º | 05.º | 05.º | 05.º | 05.º | 05.º | 04.º | 05.º | 05.º | 05.º | 06.º | 07.º | 05.º | 06.º | 04.º | 06.º | 07.º | 07.º | 09.º | 09.º |
| Flandria             | 20.º | 19.º | 19.º | 20.º | 19.º | 19.º | 17.º | 17.º | 16.º | 16.º | 17.º | 14.º | 15.º | 12.º | 09.º | 11.º | 09.º | 09.º | 10.º | 12.º | 14.º | 15.º | 15.º |
| Gimnasia (J)         | 16.º | 20.º | 16.º | 14.º | 12.º | 14.º | 14.º | 16.º | 13.º | 13.º | 13.º | 17.º | 11.º | 14.º | 15.º | 17.º | 17.º | 17.º | 18.º | 17.º | 17.º | 19.º | 18.º |
| Guillermo Brown      | 01.º | 01.º | 02.º | 02.º | 02.º | 02.º | 02.º | 02.º | 02.º | 02.º | 02.º | 02.º | 02.º | 02.º | 02.º | 02.º | 02.º | 03.º | 02.º | 02.º | 03.º | 03.º | 03.º |
| Indep'te Rivadavia   | 05.º | 06.º | 10.º | 10.º | 10.º | 10.º | 12.º | 14.º | 15.º | 15.º | 14.º | 11.º | 09.º | 08.º | 10.º | 08.º | 08.º | 07.º | 04.º | 04.º | 04.º | 04.º | 04.º |
| Instituto            | 06.º | 07.º | 05.º | 07.º | 06.º | 06.º | 06.º | 06.º | 06.º | 06.º | 06.º | 06.º | 06.º | 05.º | 04.º | 04.º | 05.º | 06.º | 07.º | 05.º | 05.º | 05.º | 06.º |
| Juv. Unida (G)       | 13.º | 13.º | 15.º | 16.º | 16.º | 17.º | 18.º | 18.º | 19.º | 20.º | 19.º | 19.º | 19.º | 19.º | 19.º | 18.º | 19.º | 19.º | 19.º | 19.º | 19.º | 17.º | 16.º |
| Los Andes            | 14.º | 14.º | 11.º | 11.º | 13.º | 07.º | 08.º | 11.º | 11.º | 12.º | 12.º | 16.º | 16.º | 13.º | 14.º | 12.º | 12.º | 14.º | 15.º | 15.º | 15.º | 12.º | 13.º |
| Nueva Chicago        | 04.º | 04.º | 04.º | 04.º | 04.º | 03.º | 03.º | 03.º | 03.º | 03.º | 04.º | 03.º | 04.º | 04.º | 05.º | 06.º | 04.º | 05.º | 05.º | 06.º | 06.º | 07.º | 10.º |
| Ramón Santamarina    | 09.º | 09.º | 07.º | 09.º | 08.º | 11.º | 10.º | 13.º | 14.º | 14.º | 16.º | 15.º | 17.º | 17.º | 17.º | 16.º | 16.º | 15.º | 12.º | 10.º | 09.º | 08.º | 08.º |
| San Martín (T)       | 15.º | 17.º | 18.º | 19.º | 17.º | 16.º | 15.º | 12.º | 10.º | 11.º | 11.º | 08.º | 10.º | 09.º | 08.º | 10.º | 11.º | 13.º | 09.º | 11.º | 13.º | 11.º | 07.º |
| Sp. Estudiantes (SL) | 19.º | 18.º | 20.º | 17.º | 18.º | 18.º | 19.º | 19.º | 18.º | 18.º | 15.º | 13.º | 13.º | 15.º | 13.º | 15.º | 15.º | 12.º | 16.º | 16.º | 16.º | 16.º | 17.º |
| Villa Dálmine        | 21.º | 16.º | 17.º | 18.º | 20.º | 20.º | 21.º | 21.º | 20.º | 21.º | 21.º | 21.º | 20.º | 20.º | 20.º | 20.º | 20.º | 20.º | 20.º | 20.º | 21.º | 21.º | 21.º |

| 1. 2. 3. |

## Tabla de descenso
| Pos  | Equipo                    | 2014 | 2015 | 2016 | 2016-17 | Total | PJ  | Promedio |
| ---- | ------------------------- | ---- | ---- | ---- | ------- | ----- | --- | -------- |
| 01.º | Argentinos Juniors        | 31   | -    | -    | 88      | 119   | 64  | 1,859    |
| 02.º | Chacarita Juniors         | -    | 50   | 43   | 77      | 170   | 107 | 1,588    |
| 03.º | Brown de Adrogué          | -    | -    | 28   | 65      | 93    | 65  | 1,430    |
| 04.º | Guillermo Brown           | -    | 48   | 30   | 75      | 153   | 107 | 1,429    |
| 05.º | Nueva Chicago             | 30   | -    | 30   | 60      | 120   | 85  | 1,411    |
| 06.º | Ramón Santamarina         | 24   | 66   | 27   | 61      | 178   | 127 | 1,401    |
| 07.º | San Martín (T)            | -    | -    | -    | 61      | 61    | 44  | 1,386    |
| 08.º | Gimnasia y Esgrima (J)    | 30   | 55   | 38   | 52      | 175   | 127 | 1,377    |
| 09.º | Almagro                   | -    | -    | 28   | 60      | 88    | 65  | 1,353    |
| 10.º | Los Andes                 | -    | 54   | 30   | 59      | 143   | 107 | 1,336    |
| 11.º | Ferro Carril Oeste        | 16   | 67   | 26   | 60      | 169   | 127 | 1,330    |
| 12.º | Villa Dálmine             | -    | 60   | 33   | 47      | 140   | 107 | 1,308    |
| 13.º | Boca Unidos               | 27   | 54   | 38   | 47      | 166   | 127 | 1,307    |
| 13.º | Instituto                 | 25   | 62   | 16   | 63      | 166   | 127 | 1,307    |
| 15.º | Juventud Unida (G)        | -    | 54   | 28   | 55      | 137   | 107 | 1,280    |
| 16.º | Flandria                  | -    | -    | -    | 56      | 56    | 44  | 1,272    |
| 17.º | All Boys                  | 22   | 53   | 26   | 60      | 161   | 127 | 1,267    |
| 18.º | Independiente Rivadavia   | 22   | 51   | 20   | 67      | 160   | 127 | 1,259    |
| 19.º | Sportivo Estudiantes (SL) | -    | 56   | 24   | 54      | 134   | 107 | 1,252    |
| 20.º | Central Córdoba (SdE)     | -    | 51   | 21   | 58      | 130   | 107 | 1,215    |
| 21.º | Douglas Haig              | 25   | 58   | 20   | 50      | 153   | 127 | 1,204    |
| 22.º | Crucero del Norte         | 33   | -    | 32   | 37      | 102   | 85  | 1,200    |
| 23.º | Atlético Paraná           | -    | 58   | 19   | 39      | 116   | 107 | 1,084    |

|  | Descendió al Torneo Federal A. |

## Tabla de posiciones parcial de la primera rueda
Esta tabla fue usada para determinar los equipos clasificados a la Copa Argentina 2016-17, que fueron los que ocuparon los doce primeros lugares.      
| Pos. | Equipo                    | Pts. | PJ | PG | PE | PP | GF | GC | Dif. |
| ---- | ------------------------- | ---- | -- | -- | -- | -- | -- | -- | ---- |
| 01.º | Guillermo Brown           | 42   | 22 | 13 | 3  | 6  | 36 | 18 | 18   |
| 02.º | Argentinos Juniors        | 39   | 22 | 11 | 6  | 5  | 27 | 15 | 12   |
| 03.º | Nueva Chicago             | 35   | 22 | 10 | 5  | 7  | 33 | 25 | 8    |
| 04.º | Chacarita Juniors         | 35   | 22 | 10 | 5  | 7  | 26 | 22 | 4    |
| 05.º | Instituto                 | 32   | 22 | 8  | 8  | 6  | 34 | 26 | 8    |
| 06.º | Ferro Carril Oeste        | 32   | 22 | 7  | 11 | 4  | 28 | 22 | 6    |
| 07.º | Brown de Adrogué          | 32   | 22 | 9  | 5  | 8  | 27 | 27 | 0    |
| 08.º | Independiente Rivadavia   | 32   | 22 | 8  | 8  | 6  | 22 | 25 | −3   |
| 09.º | Almagro                   | 31   | 22 | 7  | 10 | 5  | 19 | 15 | 4    |
| 10.º | Central Córdoba (SdE)     | 29   | 22 | 7  | 8  | 7  | 22 | 22 | 0    |
| 11.º | All Boys                  | 29   | 22 | 8  | 5  | 9  | 24 | 30 | −6   |
| 12.º | Ramón Santamarina         | 29   | 22 | 7  | 8  | 7  | 27 | 28 | −1   |
| 13.º | San Martín (T)            | 28   | 22 | 7  | 7  | 8  | 26 | 28 | −2   |
| 14.º | Juventud Unida (G)        | 28   | 22 | 7  | 7  | 8  | 31 | 36 | −5   |
| 15.º | Los Andes                 | 28   | 22 | 7  | 7  | 8  | 20 | 25 | −5   |
| 16.º | Boca Unidos               | 27   | 22 | 7  | 6  | 9  | 23 | 27 | −4   |
| 17.º | Douglas Haig              | 27   | 22 | 6  | 9  | 7  | 23 | 28 | −5   |
| 18.º | Sportivo Estudiantes (SL) | 27   | 22 | 7  | 6  | 9  | 21 | 27 | −6   |
| 19.º | Villa Dálmine             | 26   | 22 | 6  | 8  | 8  | 24 | 22 | 2    |
| 20.º | Gimnasia y Esgrima (J)    | 24   | 22 | 5  | 9  | 8  | 17 | 22 | −5   |
| 21.º | Atlético Paraná           | 24   | 22 | 6  | 6  | 10 | 18 | 24 | −6   |
| 22.º | Flandria                  | 24   | 22 | 6  | 6  | 10 | 17 | 26 | −9   |
| 23.º | Crucero del Norte         | 20   | 22 | 5  | 5  | 12 | 21 | 26 | −5   |

|  | Clasificados a la Copa Argentina 2016-17. |

## Resultados

### Primera rueda
| All Boys                  | 0 - 1 | Boca Unidos             | Islas Malvinas                | 27 de agosto | 13:05 |
| Brown de Adrogué          | 2 - 0 | Ramón Santamarina       | Lorenzo Arandilla             | 27 de agosto | 15:30 |
| Villa Dálmine             | 5 - 0 | Juventud Unida (G)      | El Coliseo de Mitre y Puccini | 27 de agosto | 15:30 |
| Atlético Paraná           | 0 - 2 | Flandria                | Pedro Mutio                   | 27 de agosto | 16:30 |
| Chacarita Juniors         | 1 - 1 | Instituto               | Chacarita Juniors             | 27 de agosto | 17:05 |
| Ferro Carril Oeste        | 4 - 3 | Central Córdoba (SdE)   | Arquitecto Ricardo Etcheverri | 27 de agosto | 20:05 |
| San Martín (T)            | 2 - 2 | Argentinos Juniors      | La Ciudadela                  | 28 de agosto | 14:30 |
| Douglas Haig              | 0 - 1 | Los Andes               | Miguel Morales                | 28 de agosto | 15:30 |
| Guillermo Brown           | 1 - 0 | Independiente Rivadavia | Raúl Conti                    | 28 de agosto | 15:30 |
| Sportivo Estudiantes (SL) | 1 - 0 | Gimnasia y Esgrima (J)  | República de Italia           | 29 de agosto | 14:30 |
| Crucero del Norte         | 2 - 2 | Nueva Chicago           | Comandante Andrés Guacurarí   | 29 de agosto | 21:05 |
| Libre: Almagro            |       |                         |                               |              |       |

| Flandria                 | 0 - 1 | Brown de Adrogué          | Carlos V                     | 3 de septiembre | 15:30 |
| Los Andes                | 0 - 1 | Villa Dálmine             | Eduardo Gallardón            | 3 de septiembre | 16:00 |
| Instituto                | 1 - 1 | San Martín (T)            | Juan Domingo Perón           | 3 de septiembre | 18:35 |
| Independiente Rivadavia  | 1 - 1 | All Boys                  | Bautista Gargantini          | 3 de septiembre | 21:00 |
| Ramón Santamarina        | 2 - 0 | Guillermo Brown           | Municipal General San Martín | 4 de septiembre | 11:00 |
| Nueva Chicago            | 2 - 1 | Sportivo Estudiantes (SL) | Nueva Chicago                | 4 de septiembre | 15:05 |
| Juventud Unida (G)       | 1 - 1 | Atlético Paraná           | De los Eucaliptos            | 4 de septiembre | 15:30 |
| Boca Unidos              | 1 - 3 | Ferro Carril Oeste        | Leoncio Benítez              | 4 de septiembre | 16:00 |
| Central Córdoba (SdE)    | 1 - 1 | Almagro                   | Alfredo Terrera              | 4 de septiembre | 17:00 |
| Gimnasia y Esgrima (J)   | 1 - 1 | Douglas Haig              | 23 de Agosto                 | 4 de septiembre | 17:00 |
| Argentinos Juniors       | 1 - 0 | Crucero del Norte         | Diego Armando Maradona       | 5 de septiembre | 21:10 |
| Libre: Chacarita Juniors |       |                           |                              |                 |       |

| San Martín (T)                               | 0 - 2 | Chacarita Juniors       | La Ciudadela                  | 10 de septiembre | 13:35 |
| All Boys                                     | 0 - 2 | Ramón Santamarina       | Islas Malvinas                | 10 de septiembre | 15:30 |
| Almagro                                      | 0 - 0 | Boca Unidos             | Tres de Febrero               | 10 de septiembre | 15:30 |
| Brown de Adrogué                             | 1 - 1 | Juventud Unida (G)      | Lorenzo Arandilla             | 10 de septiembre | 15:30 |
| Villa Dálmine                                | 1 - 1 | Gimnasia y Esgrima (J)  | El Coliseo de Mitre y Puccini | 10 de septiembre | 15:30 |
| Douglas Haig                                 | 0 - 0 | Nueva Chicago           | Miguel Morales                | 10 de septiembre | 17:05 |
| Ferro Carril Oeste                           | 1 - 2 | Independiente Rivadavia | Arquitecto Ricardo Etcheverri | 10 de septiembre | 17:40 |
| Atlético Paraná                              | 2 - 0 | Los Andes               | Pedro Mutio                   | 11 de septiembre | 16:00 |
| Guillermo Brown                              | 0 - 1 | Flandria                | Raúl Conti                    | 11 de septiembre | 16:00 |
| Crucero del Norte                            | 1 - 2 | Instituto               | Comandante Andrés Guacurarí   | 11 de septiembre | 17:00 |
| Sportivo Estudiantes (SL)                    | 1 - 2 | Argentinos Juniors      | República de Italia           | 12 de septiembre | 21:05 |
| Libre: Central Córdoba (Santiago del Estero) |       |                         |                               |                  |       |

| Chacarita Juniors           | 1 - 0 | Crucero del Norte         | Chacarita Juniors            | 16 de septiembre | 20:10 |
| Los Andes                   | 1 - 1 | Brown de Adrogué          | Eduardo Gallardón            | 16 de septiembre | 21:05 |
| Gimnasia y Esgrima (J)      | 2 - 1 | Atlético Paraná           | 23 de Agosto                 | 16 de septiembre | 21:30 |
| Ramón Santamarina           | 1 - 1 | Ferro Carril Oeste        | Municipal General San Martín | 17 de septiembre | 14:05 |
| Flandria                    | 1 - 2 | All Boys                  | Carlos V                     | 17 de septiembre | 15:30 |
| Boca Unidos                 | 2 - 0 | Central Córdoba (SdE)     | Leoncio Benítez              | 17 de septiembre | 16:00 |
| Independiente Rivadavia     | 0 - 0 | Almagro                   | Bautista Gargantini          | 17 de septiembre | 17:00 |
| Instituto                   | 1 - 2 | Sportivo Estudiantes (SL) | Juan Domingo Perón           | 17 de septiembre | 20:05 |
| Juventud Unida (G)          | 1 - 0 | Guillermo Brown           | De los Eucaliptos            | 18 de septiembre | 15:00 |
| Nueva Chicago               | 3 - 1 | Villa Dálmine             | Nueva Chicago                | 25 de octubre    | 15:35 |
| Argentinos Juniors          | 1 - 1 | Douglas Haig              | Diego Armando Maradona       | 25 de octubre    | 21:05 |
| Libre: San Martín (Tucumán) |       |                           |                              |                  |       |

| Brown de Adrogué          | 0 - 0 | Gimnasia y Esgrima (J)  | Lorenzo Arandilla             | 20 de septiembre | 15:30 |
| Almagro                   | 2 - 1 | Ramón Santamarina       | Tres de Febrero               | 20 de septiembre | 15:30 |
| Douglas Haig              | 1 - 1 | Instituto               | Miguel Morales                | 20 de septiembre | 20:15 |
| Atlético Paraná           | 1 - 1 | Nueva Chicago           | Pedro Mutio                   | 20 de septiembre | 21:05 |
| Guillermon Brown          | 2 - 0 | Los Andes               | Raúl Conti                    | 21 de septiembre | 15:30 |
| Sportivo Estudiantes (SL) | 1 - 1 | Chacarita Juniors       | República de Italia           | 21 de septiembre | 15:35 |
| Crucero del Norte         | 3 - 0 | San Martín (T)          | Comandante Andrés Guacurarí   | 21 de septiembre | 16:00 |
| All Boys                  | 2 - 1 | Juventud Unida (G)      | Islas Malvinas                | 21 de septiembre | 21:00 |
| Villa Dálmine             | 2 - 0 | Argentinos Juniors      | El Coliseo de Mitre y Puccini | 21 de septiembre | 21:05 |
| Ferro Carril Oeste        | 3 - 0 | Flandria                | Arquitecto Ricardo Etcheverri | 21 de septiembre | 21:05 |
| Central Córdoba (SdE)     | 3 - 0 | Independiente Rivadavia | Alfredo Terrera               | 21 de septiembre | 22:00 |
| Libre: Boca Unidos        |       |                         |                               |                  |       |

| Los Andes                | 3 - 1 | All Boys                  | Eduardo Gallardón            | 25 de septiembre | 13:30 |
| Juventud Unida (G)       | 0 - 0 | Ferro Carril Oeste        | De los Eucaliptos            | 25 de septiembre | 15:00 |
| Nueva Chicago            | 0 - 1 | Brown de Adrogué          | Nueva Chicago                | 25 de septiembre | 15:05 |
| Flandria                 | 1 - 0 | Almagro                   | Carlos V                     | 25 de septiembre | 15:30 |
| Ramón Santamarina        | 1 - 2 | Central Córdoba (SdE)     | Municipal General San Martín | 25 de septiembre | 15:30 |
| San Martín (T)           | 2 - 0 | Sportivo Estudiantes (SL) | La Ciudadela                 | 25 de septiembre | 17:00 |
| Instituto                | 1 - 1 | Villa Dálmine             | Juan Domingo Perón           | 25 de septiembre | 17:00 |
| Independiente Rivadavia  | 3 - 2 | Boca Unidos               | Bautista Gargantini          | 25 de septiembre | 18:00 |
| Argentinos Juniors       | 1 - 0 | Atlético Paraná           | Diego Armando Maradona       | 26 de septiembre | 15:35 |
| Chacarita Juniors        | 1 - 0 | Douglas Haig              | Chacarita Juniors            | 26 de septiembre | 21:05 |
| Gimnasia y Esgrima (J)   | 0 - 0 | Guillermo Brown           | 23 de Agosto                 | 30 de noviembre  | 21:30 |
| Libre: Crucero del Norte |       |                           |                              |                  |       |

| Brown de Adrogué               | 1 - 0 | Argentinos Juniors     | Lorenzo Arandilla             | 14 de marzo | 15:30 |
| Douglas Haig                   | 2 - 1 | San Martín (T)         | Miguel Morales                | 14 de marzo | 21:00 |
| Ferro Carril Oeste             | 0 - 0 | Los Andes              | Arquitecto Ricardo Etcheverri | 14 de marzo | 21:05 |
| Guillermo Brown                | 0 - 3 | Nueva Chicago          | Raúl Conti                    | 15 de marzo | 16:00 |
| Almagro                        | 1 - 1 | Juventud Unida (G)     | Tres de Febrero               | 15 de marzo | 16:00 |
| All Boys                       | 2 - 1 | Gimnasia y Esgrima (J) | Islas Malvinas                | 15 de marzo | 20:00 |
| Sportivo Estudiantes (SL)      | 1 - 0 | Crucero del Norte      | Héctor Odicino-Pedro Benoza   | 15 de marzo | 20:00 |
| Villa Dálmine                  | 0 - 0 | Chacarita Juniors      | El Coliseo de Mitre y Puccini | 15 de marzo | 20:05 |
| Boca Unidos                    | 0 - 2 | Ramón Santamarina      | Leoncio Benítez               | 15 de marzo | 21:00 |
| Atlético Paraná                | 1 - 0 | Instituto              | Pedro Mutio                   | 15 de marzo | 21:00 |
| Central Córdoba (SdE)          | 1 - 1 | Flandria               | Alfredo Terrera               | 15 de marzo | 22:00 |
| Libre: Independiente Rivadavia |       |                        |                               |             |       |

| Los Andes                              | 0 - 2 | Almagro                 | Eduardo Gallardón            | 7 de octubre | 20:00 |
| Crucero del Norte                      | 1 - 0 | Douglas Haig            | Comandante Andrés Guacurarí  | 7 de octubre | 21:00 |
| Gimnasia y Esgrima (J)                 | 0 - 0 | Ferro Carril Oeste      | 23 de Agosto                 | 7 de octubre | 21:30 |
| Flandria                               | 0 - 0 | Boca Unidos             | Carlos V                     | 8 de octubre | 13:05 |
| Nueva Chicago                          | 2 - 0 | All Boys                | Nueva Chicago                | 8 de octubre | 13:05 |
| Ramón Santamarina                      | 0 - 2 | Independiente Rivadavia | Municipal General San Martín | 8 de octubre | 15:30 |
| San Martín (T)                         | 1 - 2 | Villa Dálmine           | La Ciudadela                 | 8 de octubre | 17:00 |
| Chacarita Juniors                      | 0 - 2 | Atlético Paraná         | Chacarita Juniors            | 8 de octubre | 17:05 |
| Argentinos Juniors                     | 0 - 2 | Guillermo Brown         | Diego Armando Maradona       | 8 de octubre | 20:05 |
| Juventud Unida (G)                     | 0 - 2 | Central Córdoba (SdE)   | De los Eucaliptos            | 9 de octubre | 16:00 |
| Instituto                              | 5 - 2 | Brown de Adrogué        | Juan Domingo Perón           | 9 de octubre | 17:00 |
| Libre: Sportivo Estudiantes (San Luis) |       |                         |                              |              |       |

| Almagro                  | 1 - 1 | Gimnasia y Esgrima (J)    | Tres de Febrero               | 11 de octubre | 15:30 |
| Ferro Carril Oeste       | 4 - 1 | Nueva Chicago             | Arquitecto Ricardo Etcheverri | 12 de octubre | 18:05 |
| Douglas Haig             | 2 - 2 | Sportivo Estudiantes (SL) | Miguel Morales                | 12 de octubre | 20:30 |
| Atlético Paraná          | 0 - 1 | San Martín (T)            | Pedro Mutio                   | 12 de octubre | 20:30 |
| Villa Dálmine            | 0 - 0 | Crucero del Norte         | El Coliseo de Mitre y Puccini | 12 de octubre | 21:00 |
| Independiente Rivadavia  | 1 - 1 | Flandria                  | Bautista Gargantini           | 12 de octubre | 21:30 |
| Brown de Adrogué         | 1 - 2 | Chacarita Juniors         | Lorenzo Arandilla             | 13 de octubre | 15:35 |
| Guillermo Brown          | 2 - 2 | Instituto                 | Raúl Conti                    | 13 de octubre | 16:00 |
| Boca Unidos              | 1 - 3 | Juventud Unida (G)        | Leoncio Benítez               | 13 de octubre | 16:00 |
| All Boys                 | 0 - 3 | Argentinos Juniors        | Islas Malvinas                | 13 de octubre | 20:05 |
| Central Córdoba (SdE)    | 1 - 0 | Los Andes                 | Alfredo Terrera               | 13 de octubre | 22:00 |
| Libre: Ramón Santamarina |       |                           |                               |               |       |

| Nueva Chicago             | 0 - 1 | Almagro                 | Nueva Chicago               | 16 de octubre | 15:05 |
| Sportivo Estudiantes (SL) | 1 - 1 | Villa Dálmine           | Juan Gilberto Funes         | 16 de octubre | 16:00 |
| Flandria                  | 0 - 0 | Ramón Santamarina       | Carlos V                    | 16 de octubre | 16:00 |
| Juventud Unida (G)        | 1 - 1 | Independiente Rivadavia | De los Eucaliptos           | 16 de octubre | 16:30 |
| San Martín (T)            | 2 - 1 | Brown de Adrogué        | La Ciudadela                | 16 de octubre | 17:00 |
| Crucero del Norte         | 0 - 2 | Atlético Paraná         | Comandante Andrés Guacurarí | 16 de octubre | 18:00 |
| Instituto                 | 0 - 1 | All Boys                | Juan Domingo Perón          | 17 de octubre | 19:30 |
| Los Andes                 | 2 - 1 | Boca Unidos             | Eduardo Gallardón           | 17 de octubre | 19:35 |
| Argentinos Juniors        | 3 - 1 | Ferro Carril Oeste      | Diego Armando Maradona      | 17 de octubre | 21:05 |
| Gimnasia y Esgrima (J)    | 2 - 0 | Central Córdoba (SdE)   | 23 de Agosto                | 17 de octubre | 21:30 |
| Chacarita Juniors         | 0 - 2 | Guillermo Brown         | Chacarita Juniors           | 18 de octubre | 21:05 |
| Libre: Douglas Haig       |       |                         |                             |               |       |

| Villa Dálmine           | 0 - 1 | Douglas Haig              | El Coliseo de Mitre y Puccini | 21 de octubre | 20:00 |
| Central Córdoba (SdE)   | 3 - 1 | Nueva Chicago             | Alfredo Terrera               | 21 de octubre | 21:00 |
| Brown de Adrogué        | 2 - 0 | Crucero del Norte         | Lorenzo Arandilla             | 22 de octubre | 12:00 |
| All Boys                | 1 - 0 | Chacarita Juniors         | Islas Malvinas                | 22 de octubre | 12:05 |
| Almagro                 | 0 - 0 | Argentinos Juniors        | Tres de Febrero               | 22 de octubre | 15:30 |
| Atlético Paraná         | 1 - 3 | Sportivo Estudiantes (SL) | Pedro Mutio                   | 22 de octubre | 18:00 |
| Ramón Santamarina       | 4 - 1 | Juventud Unida (G)        | Municipal General San Martín  | 23 de octubre | 16:00 |
| Boca Unidos             | 1 - 1 | Gimnasia y Esgrima (J)    | Leoncio Benítez               | 23 de octubre | 16:00 |
| Guillermo Brown         | 4 - 0 | San Martín (T)            | Raúl Conti                    | 23 de octubre | 16:00 |
| Independiente Rivadavia | 1 - 0 | Los Andes                 | Bautista Gargantini           | 23 de octubre | 18:00 |
| Ferro Carril Oeste      | 2 - 1 | Instituto                 | Arquitecto Ricardo Etcheverri | 24 de octubre | 21:05 |
| Libre: Flandria         |       |                           |                               |               |       |

| Sportivo Estudiantes (SL) | 2 - 1 | Brown de Adrogué        | Juan Gilberto Funes         | 28 de octubre | 20:00 |
| Chacarita Juniors         | 1 - 0 | Ferro Carril Oeste      | Chacarita Juniors           | 28 de octubre | 20:05 |
| Instituto                 | 1 - 0 | Almagro                 | Juan Domingo Perón          | 28 de octubre | 21:00 |
| Los Andes                 | 3 - 1 | Ramón Santamarina       | Eduardo Gallardón           | 29 de octubre | 11:00 |
| Gimnasia y Esgrima (J)    | 1 - 1 | Independiente Rivadavia | 23 de Agosto                | 29 de octubre | 16:00 |
| Juventud Unida (G)        | 0 - 0 | Flandria                | De los Eucaliptos           | 29 de octubre | 16:30 |
| San Martín (T)            | 3 - 2 | All Boys                | La Ciudadela                | 29 de octubre | 17:00 |
| Douglas Haig              | 1 - 0 | Atlético Paraná         | Miguel Morales              | 29 de octubre | 18:30 |
| Crucero del Norte         | 4 - 0 | Guillermo Brown         | Comandante Andrés Guacurarí | 30 de octubre | 14:00 |
| Nueva Chicago             | 2 - 2 | Boca Unidos             | Nueva Chicago               | 30 de octubre | 15:35 |
| Argentinos Juniors        | 0 - 0 | Central Córdoba (SdE)   | Diego Armando Maradona      | 30 de octubre | 16:00 |
| Libre: Villa Dálmine      |       |                         |                             |               |       |

| Ramón Santamarina                    | 0 - 0 | Gimnasia y Esgrima (J)    | Municipal General San Martín  | 6 de noviembre | 16:00 |
| Guillermo Brown                      | 4 - 1 | Sportivo Estudiantes (SL) | Raúl Conti                    | 6 de noviembre | 16:00 |
| Flandria                             | 1 - 1 | Los Andes                 | Carlos V                      | 6 de noviembre | 16:00 |
| Boca Unidos                          | 1 - 0 | Argentinos Juniors        | Leoncio Benítez               | 6 de noviembre | 16:05 |
| Independiente Rivadavia              | 1 - 0 | Nueva Chicago             | Bautista Gargantini           | 6 de noviembre | 18:00 |
| Ferro Carril Oeste                   | 1 - 1 | San Martín (T)            | Arquitecto Ricardo Etcheverri | 6 de noviembre | 19:00 |
| All Boys                             | 3 - 2 | Crucero del Norte         | Islas Malvinas                | 7 de noviembre | 20:00 |
| Atlético Paraná                      | 1 - 0 | Villa Dálmine             | Pedro Mutio                   | 7 de noviembre | 21:00 |
| Almagro                              | 3 - 0 | Chacarita Juniors         | Tres de Febrero               | 7 de noviembre | 21:05 |
| Brown de Adrogué                     | 0 - 1 | Douglas Haig              | Lorenzo Arandilla             | 8 de noviembre | 15:30 |
| Central Córdoba (SdE)                | 0 - 0 | Instituto                 | Alfredo Terrera               | 8 de noviembre | 22:00 |
| Libre: Juventud Unida (Gualeguaychú) |       |                           |                               |                |       |

| Nueva Chicago             | 3 - 0 | Ramón Santamarina       | Nueva Chicago                 | 12 de noviembre | 16:00 |
| Chacarita Juniors         | 4 - 0 | Central Córdoba (SdE)   | Chacarita Juniors             | 12 de noviembre | 16:05 |
| Sportivo Estudiantes (SL) | 0 - 2 | All Boys                | Juan Gilberto Funes           | 12 de noviembre | 17:30 |
| Argentinos Juniors        | 3 - 1 | Independiente Rivadavia | Diego Armando Maradona        | 13 de noviembre | 15:05 |
| Villa Dálmine             | 3 - 0 | Brown de Adrogué        | El Coliseo de Mitre y Puccini | 13 de noviembre | 16:00 |
| Los Andes                 | 0 - 4 | Juventud Unida (G)      | Eduardo Gallardón             | 13 de noviembre | 16:00 |
| Gimnasia y Esgrima (J)    | 0 - 1 | Flandria                | 23 de Agosto                  | 13 de noviembre | 16:10 |
| Douglas Haig              | 0 - 2 | Guillermo Brown         | Miguel Morales                | 13 de noviembre | 17:00 |
| Crucero del Norte         | 1 - 1 | Ferro Carril Oeste      | Comandante Andrés Guacurarí   | 13 de noviembre | 17:05 |
| Instituto                 | 1 - 0 | Boca Unidos             | Juan Domingo Perón            | 13 de noviembre | 18:30 |
| San Martín (T)            | 1 - 1 | Almagro                 | La Ciudadela                  | 13 de noviembre | 20:00 |
| Libre: Atlético Paraná    |       |                         |                               |                 |       |

| Ferro Carril Oeste      | 0 - 0 | Sportivo Estudiantes (SL) | Arquitecto Ricardo Etcheverri | 18 de noviembre | 20:05 |
| Independiente Rivadavia | 1 - 0 | Instituto                 | Bautista Gargantini           | 18 de noviembre | 21:30 |
| Central Córdoba (SdE)   | 0 - 0 | San Martín (T)            | Alfredo Terrera               | 18 de noviembre | 22:00 |
| All Boys                | 1 - 1 | Douglas Haig              | Islas Malvinas                | 19 de noviembre | 17:00 |
| Juventud Unida (G)      | 1 - 2 | Gimnasia y Esgrima (J)    | De los Eucaliptos             | 19 de noviembre | 17:00 |
| Almagro                 | 1 - 0 | Crucero del Norte         | Tres de Febrero               | 19 de noviembre | 17:00 |
| Flandria                | 0 - 1 | Nueva Chicago             | Carlos V                      | 19 de noviembre | 17:00 |
| Brown de Adrogué        | 3 - 2 | Atlético Paraná           | Lorenzo Arandilla             | 19 de noviembre | 17:00 |
| Guillermo Brown         | 3 - 1 | Villa Dálmine             | Raúl Conti                    | 19 de noviembre | 17:00 |
| Boca Unidos             | 1 - 0 | Chacarita Juniors         | Leoncio Benítez               | 19 de noviembre | 17:05 |
| Ramón Santamarina       | 0 - 3 | Argentinos Juniors        | Municipal General San Martín  | 19 de noviembre | 19:05 |
| Libre: Los Andes        |       |                           |                               |                 |       |

| Nueva Chicago             | 5 - 1 | Juventud Unida (G)      | Nueva Chicago                 | 22 de noviembre | 17:05 |
| Douglas Haig              | 1 - 1 | Ferro Carril Oeste      | Miguel Morales                | 22 de noviembre | 19:05 |
| Chacarita Juniors         | 1 - 0 | Independiente Rivadavia | Chacarita Juniors             | 22 de noviembre | 21:05 |
| Argentinos Juniors        | 2 - 0 | Flandria                | Diego Armando Maradona        | 22 de noviembre | 21:05 |
| Villa Dálmine             | 0 - 0 | All Boys                | El Coliseo de Mitre y Puccini | 23 de noviembre | 17:00 |
| Crucero del Norte         | 0 - 0 | Central Córdoba (SdE)   | Comandante Andrés Guacurarí   | 23 de noviembre | 17:30 |
| Sportivo Estudiantes (SL) | 1 - 1 | Almagro                 | Juan Gilberto Funes           | 23 de noviembre | 21:00 |
| Instituto                 | 2 - 2 | Ramón Santamarina       | Juan Domingo Perón            | 23 de noviembre | 21:00 |
| Atlético Paraná           | 0 - 2 | Guillermo Brown         | Pedro Mutio                   | 23 de noviembre | 21:00 |
| Gimnasia y Esgrima (J)    | 1 - 2 | Los Andes               | 23 de Agosto                  | 23 de noviembre | 21:30 |
| San Martín (T)            | 2 - 0 | Boca Unidos             | La Ciudadela                  | 23 de noviembre | 21:30 |
| Libre: Brown de Adrogué   |       |                         |                               |                 |       |

| All Boys                          | 0 - 0 | Atlético Paraná           | Islas Malvinas                | 26 de noviembre | 20:05 |
| Guillermo Brown                   | 3 - 1 | Brown de Adrogué          | Raúl Conti                    | 27 de noviembre | 17:00 |
| Juventud Unida (G)                | 0 - 0 | Argentinos Juniors        | De los Eucaliptos             | 27 de noviembre | 17:00 |
| Independiente Rivadavia           | 2 - 2 | San Martín (T)            | Bautista Gargantini           | 27 de noviembre | 18:00 |
| Flandria                          | 1 - 3 | Instituto                 | Carlos V                      | 28 de noviembre | 17:00 |
| Almagro                           | 2 - 2 | Douglas Haig              | Tres de Febrero               | 28 de noviembre | 17:00 |
| Boca Unidos                       | 2 - 1 | Crucero del Norte         | Leoncio Benítez               | 28 de noviembre | 17:00 |
| Ferro Carril Oeste                | 1 - 1 | Villa Dálmine             | Arquitecto Ricardo Etcheverri | 28 de noviembre | 17:05 |
| Ramón Santamarina                 | 1 - 1 | Chacarita Juniors         | Municipal General San Martín  | 28 de noviembre | 19:30 |
| Central Córdoba (SdE)             | 0 - 1 | Sportivo Estudiantes (SL) | Alfredo Terrera               | 28 de noviembre | 22:00 |
| Los Andes                         | 1 - 1 | Nueva Chicago             | Eduardo Gallardón             | 29 de noviembre | 17:05 |
| Libre: Gimnasia y Esgrima (Jujuy) |       |                           |                               |                 |       |

| Brown de Adrogué          | 1 - 4 | All Boys                | Lorenzo Arandilla             | 3 de diciembre | 17:00 |
| Nueva Chicago             | 0 - 1 | Gimnasia y Esgrima (J)  | Nueva Chicago                 | 3 de diciembre | 17:05 |
| Douglas Haig              | 2 - 0 | Central Córdoba (SdE)   | Miguel Morales                | 3 de diciembre | 18:00 |
| San Martín (T)            | 1 - 1 | Ramón Santamarina       | La Ciudadela                  | 3 de diciembre | 19:00 |
| Villa Dálmine             | 0 - 1 | Almagro                 | El Coliseo de Mitre y Puccini | 3 de diciembre | 19:00 |
| Chacarita Juniors         | 3 - 2 | Flandria                | Chacarita Juniors             | 3 de diciembre | 20:05 |
| Atlético Paraná           | 0 - 0 | Ferro Carril Oeste      | Pedro Mutio                   | 3 de diciembre | 20:30 |
| Instituto                 | 5 - 2 | Juventud Unida (G)      | Juan Domingo Perón            | 4 de diciembre | 19:00 |
| Sportivo Estudiantes (SL) | 1 - 1 | Boca Unidos             | Juan Gilberto Funes           | 4 de diciembre | 21:00 |
| Crucero del Norte         | 1 - 1 | Independiente Rivadavia | Comandante Andrés Guacurarí   | 5 de diciembre | 17:00 |
| Argentinos Juniors        | 1 - 1 | Los Andes               | Diego Armando Maradona        | 5 de diciembre | 21:05 |
| Libre: Guillermo Brown    |       |                         |                               |                |       |

| Almagro                 | 0 - 1 | Atlético Paraná           | Tres de Febrero               | 8 de diciembre  | 17:00 |
| Flandria                | 0 - 2 | San Martín (T)            | Carlos V                      | 9 de diciembre  | 17:00 |
| Los Andes               | 1 - 1 | Instituto                 | Eduardo Gallardón             | 9 de diciembre  | 17:05 |
| All Boys                | 0 - 2 | Guillermo Brown           | Islas Malvinas                | 9 de diciembre  | 19:05 |
| Boca Unidos             | 3 - 1 | Douglas Haig              | Leoncio Benítez               | 9 de diciembre  | 20:30 |
| Ramón Santamarina       | 2 - 0 | Crucero del Norte         | Municipal General San Martín  | 9 de diciembre  | 20:30 |
| Ferro Carril Oeste      | 0 - 0 | Brown de Adrogué          | Arquitecto Ricardo Etcheverri | 9 de diciembre  | 21:05 |
| Independiente Rivadavia | 1 - 0 | Sportivo Estudiantes (SL) | Bautista Gargantini           | 9 de diciembre  | 21:30 |
| Central Córdoba (SdE)   | 3 - 1 | Villa Dálmine             | Alfredo Terrera               | 9 de diciembre  | 22:00 |
| Juventud Unida (G)      | 2 - 3 | Chacarita Juniors         | De los Eucaliptos             | 10 de diciembre | 17:05 |
| Gimnasia y Esgrima (J)  | 0 - 1 | Argentinos Juniors        | 23 de Agosto                  | 11 de diciembre | 20:00 |
| Libre: Nueva Chicago    |       |                           |                               |                 |       |

| Brown de Adrogué          | 2 - 0 | Almagro                 | Lorenzo Arandilla             | 13 de diciembre | 17:00 |
| Atlético Paraná           | 1 - 1 | Central Córdoba (SdE)   | Pedro Mutio                   | 13 de diciembre | 21:00 |
| Chacarita Juniors         | 1 - 1 | Los Andes               | Chacarita Juniors             | 13 de diciembre | 21:05 |
| Guillermo Brown           | 4 - 1 | Ferro Carril Oeste      | Raúl Conti                    | 14 de diciembre | 17:00 |
| Crucero del Norte         | 2 - 0 | Flandria                | Comandante Andrés Guacurarí   | 14 de diciembre | 17:30 |
| Douglas Haig              | 1 - 0 | Independiente Rivadavia | Miguel Morales                | 14 de diciembre | 18:00 |
| Instituto                 | 3 - 1 | Gimnasia y Esgrima (J)  | Juan Domingo Perón            | 14 de diciembre | 19:30 |
| Argentinos Juniors        | 2 - 0 | Nueva Chicago           | Diego Armando Maradona        | 14 de diciembre | 20:05 |
| Sportivo Estudiantes (SL) | 0 - 1 | Ramón Santamarina       | Juan Gilberto Funes           | 14 de diciembre | 21:00 |
| Villa Dálmine             | 1 - 0 | Boca Unidos             | El Coliseo de Mitre y Puccini | 14 de diciembre | 21:05 |
| San Martín (T)            | 1 - 2 | Juventud Unida (G)      | La Ciudadela                  | 14 de diciembre | 21:30 |
| Libre: All Boys           |       |                         |                               |                 |       |

| Flandria                  | 1 - 2 | Sportivo Estudiantes (SL) | Carlos V                      | 18 de diciembre | 17:00 |
| Gimnasia y Esgrima (J)    | 0 - 2 | Chacarita Juniors         | 23 de Agosto                  | 18 de diciembre | 17:00 |
| Nueva Chicago             | 2 - 1 | Instituto                 | Nueva Chicago                 | 18 de diciembre | 17:05 |
| Juventud Unida (G)        | 2 - 1 | Crucero del Norte         | De los Eucaliptos             | 18 de diciembre | 17:30 |
| Central Córdoba (SdE)     | 0 - 1 | Brown de Adrogué          | Alfredo Terrera               | 18 de diciembre | 18:00 |
| Independiente Rivadavia   | 2 - 1 | Villa Dálmine             | Bautista Gargantini           | 18 de diciembre | 19:00 |
| Ramón Santamarina         | 2 - 2 | Douglas Haig              | Municipal General San Martín  | 18 de diciembre | 20:00 |
| Boca Unidos               | 3 - 0 | Atlético Paraná           | Leoncio Benítez               | 18 de diciembre | 20:30 |
| Los Andes                 | 1 - 0 | San Martín (T)            | Eduardo Gallardón             | 19 de diciembre | 17:00 |
| Almagro                   | 1 - 0 | Guillermo Brown           | Tres de Febrero               | 19 de diciembre | 17:00 |
| Ferro Carril Oeste        | 3 - 1 | All Boys                  | Arquitecto Ricardo Etcheverri | 19 de diciembre | 21:05 |
| Libre: Argentinos Juniors |       |                           |                               |                 |       |

| Brown de Adrogué          | 1 - 1 | Boca Unidos             | Lorenzo Arandilla             | 10 de marzo | 17:00 |
| Chacarita Juniors         | 2 - 3 | Nueva Chicago           | Chacarita Juniors             | 10 de marzo | 17:05 |
| Douglas Haig              | 2 - 3 | Flandria                | Miguel Morales                | 10 de marzo | 21:00 |
| Crucero del Norte         | 2 - 1 | Los Andes               | Comandante Andrés Guacurarí   | 10 de marzo | 21:00 |
| Instituto                 | 2 - 1 | Argentinos Juniors      | Juan Domingo Perón            | 10 de marzo | 21:05 |
| San Martín (T)            | 3 - 0 | Gimnasia y Esgrima (J)  | La Ciudadela                  | 10 de marzo | 21:30 |
| Guillermo Brown           | 0 - 0 | Central Córdoba (SdE)   | Raúl Conti                    | 11 de marzo | 17:00 |
| Villa Dálmine             | 2 - 2 | Ramón Santamarina       | El Coliseo de Mitre y Puccini | 11 de marzo | 17:00 |
| Atlético Paraná           | 1 - 1 | Independiente Rivadavia | Pedro Mutio                   | 11 de marzo | 17:00 |
| All Boys                  | 1 - 1 | Almagro                 | Islas Malvinas                | 11 de marzo | 19:05 |
| Sportivo Estudiantes (SL) | 0 - 2 | Juventud Unida (G)      | Héctor Odicino-Pedro Benoza   | 11 de marzo | 20:00 |
| Libre: Ferro Carril Oeste |       |                         |                               |             |       |

| Independiente Rivadavia | 0 - 4 | Brown de Adrogué          | Bautista Gargantini          | 18 de marzo | 16:00 |
| Los Andes               | 1 - 0 | Sportivo Estudiantes (SL) | Eduardo Gallardón            | 19 de marzo | 16:00 |
| Flandria                | 1 - 0 | Villa Dálmine             | Carlos V                     | 19 de marzo | 16:00 |
| Gimnasia y Esgrima (J)  | 2 - 0 | Crucero del Norte         | 23 de Agosto                 | 19 de marzo | 17:00 |
| Boca Unidos             | 0 - 3 | Guillermo Brown           | Leoncio Benítez              | 19 de marzo | 17:00 |
| Central Córdoba (SdE)   | 2 - 0 | All Boys                  | Alfredo Terrera              | 19 de marzo | 18:30 |
| Juventud Unida (G)      | 5 - 1 | Douglas Haig              | De los Eucaliptos            | 19 de marzo | 19:30 |
| Nueva Chicago           | 1 - 0 | San Martín (T)            | Nueva Chicago                | 20 de marzo | 16:00 |
| Almagro                 | 0 - 1 | Ferro Carril Oeste        | Tres de Febrero              | 20 de marzo | 16:00 |
| Ramón Santamarina       | 2 - 1 | Atlético Paraná           | Municipal General San Martín | 20 de marzo | 20:30 |
| Argentinos Juniors      | 1 - 0 | Chacarita Juniors         | Diego Armando Maradona       | 20 de marzo | 21:05 |
| Libre: Instituto        |       |                           |                              |             |       |

| 1. 2. 3. 4. 5. 6. 7. 8. 9. 10. 11. 12. 13. |

### Segunda rueda
| Los Andes               | 1 - 0 | Douglas Haig              | Eduardo Gallardón            | 24 de marzo | 16:00 |
| Argentinos Juniors      | 3 - 1 | San Martín (T)            | Diego Armando Maradona       | 24 de marzo | 20:05 |
| Independiente Rivadavia | 1 - 1 | Guillermo Brown           | Bautista Gargantini          | 24 de marzo | 21:30 |
| Flandria                | 1 - 0 | Atlético Paraná           | Carlos V                     | 25 de marzo | 15:30 |
| Nueva Chicago           | 1 - 1 | Crucero del Norte         | Nueva Chicago                | 25 de marzo | 16:00 |
| Instituto               | 2 - 3 | Chacarita Juniors         | Juan Domingo Perón           | 25 de marzo | 18:05 |
| Ramón Santamarina       | 3 - 1 | Brown de Adrogué          | Municipal General San Martín | 25 de marzo | 19:00 |
| Boca Unidos             | 0 - 1 | All Boys                  | Leoncio Benítez              | 26 de marzo | 17:00 |
| Gimnasia y Esgrima (J)  | 1 - 0 | Sportivo Estudiantes (SL) | 23 de Agosto                 | 26 de marzo | 17:00 |
| Central Córdoba (SdE)   | 4 - 1 | Ferro Carril Oeste        | Alfredo Terrera              | 26 de marzo | 18:30 |
| Juventud Unida (G)      | 2 - 1 | Villa Dálmine             | De los Eucaliptos            | 26 de marzo | 19:30 |
| Libre: Almagro          |       |                           |                              |             |       |

| Almagro                   | 0 - 0 | Central Córdoba (SdE)   | Tres de Febrero               | 31 de marzo | 15:30 |
| Atlético Paraná           | 0 - 0 | Juventud Unida (G)      | Pedro Mutio                   | 31 de marzo | 21:00 |
| Brown de Adrogué          | 1 - 1 | Flandria                | Lorenzo Arandilla             | 1 de abril  | 12:00 |
| Villa Dálmine             | 2 - 0 | Los Andes               | El Coliseo de Mitre y Puccini | 1 de abril  | 15:05 |
| All Boys                  | 2 - 2 | Independiente Rivadavia | Islas Malvinas                | 1 de abril  | 16:05 |
| Sportivo Estudiantes (SL) | 1 - 1 | Nueva Chicago           | Juan Gilberto Funes           | 1 de abril  | 17:05 |
| Douglas Haig              | 1 - 0 | Gimnasia y Esgrima (J)  | Miguel Morales                | 1 de abril  | 18:00 |
| Ferro Carril Oeste        | 2 - 1 | Boca Unidos             | Arquitecto Ricardo Etcheverri | 1 de abril  | 20:05 |
| Guillermo Brown           | 0 - 0 | Ramón Santamarina       | Raúl Conti                    | 2 de abril  | 16:00 |
| San Martín (T)            | 1 - 1 | Instituto               | La Ciudadela                  | 2 de abril  | 17:00 |
| Crucero del Norte         | 1 - 1 | Argentinos Juniors      | Comandante Andrés Guacurarí   | 3 de abril  | 21:05 |
| Libre: Chacarita Juniors  |       |                         |                               |             |       |

| Los Andes                    | 3 - 1 | Atlético Paraná           | Eduardo Gallardón            | 8 de abril  | 11:00 |
| Flandria                     | 0 - 0 | Guillermo Brown           | Carlos V                     | 8 de abril  | 15:30 |
| Nueva Chicago                | 0 - 1 | Douglas Haig              | Nueva Chicago                | 8 de abril  | 15:35 |
| Chacarita Juniors            | 1 - 0 | San Martín (T)            | Chacarita Juniors            | 8 de abril  | 18:05 |
| Instituto                    | 2 - 1 | Crucero del Norte         | Juan Domingo Perón           | 8 de abril  | 19:00 |
| Gimnasia y Esgrima (J)       | 2 - 1 | Villa Dálmine             | 23 de Agosto                 | 9 de abril  | 16:00 |
| Boca Unidos                  | 1 - 2 | Almagro                   | Leoncio Benítez              | 9 de abril  | 16:00 |
| Independiente Rivadavia      | 0 - 0 | Ferro Carril Oeste        | Bautista Gargantini          | 9 de abril  | 16:15 |
| Juventud Unida (G)           | 1 - 3 | Brown de Adrogué          | De los Eucaliptos            | 9 de abril  | 19:30 |
| Ramón Santamarina            | 1 - 0 | All Boys                  | Municipal General San Martín | 10 de abril | 20:30 |
| Argentinos Juniors           | 4 - 1 | Sportivo Estudiantes (SL) | Diego Armando Maradona       | 10 de abril | 21:10 |
| Libre: Central Córdoba (SdE) |       |                           |                              |             |       |

| Brown de Adrogué            | 1 - 1 | Los Andes               | Lorenzo Arandilla             | 14 de abril | 15:30 |
| Almagro                     | 0 - 0 | Independiente Rivadavia | Tres de Febrero               | 14 de abril | 15:30 |
| Atlético Paraná             | 0 - 1 | Gimnasia y Esgrima (J)  | Pedro Mutio                   | 14 de abril | 20:00 |
| Central Córdoba (SdE)       | 1 - 1 | Boca Unidos             | Alfredo Terrera               | 14 de abril | 20:00 |
| Crucero del Norte           | 2 - 0 | Chacarita Juniors       | Comandante Andrés Guacurarí   | 14 de abril | 21:05 |
| Villa Dálmine               | 2 - 3 | Nueva Chicago           | El Coliseo de Mitre y Puccini | 15 de abril | 15:05 |
| All Boys                    | 0 - 0 | Flandria                | Islas Malvinas                | 15 de abril | 15:30 |
| Ferro Carril Oeste          | 1 - 0 | Ramón Santamarina       | Arquitecto Ricardo Etcheverri | 15 de abril | 15:35 |
| Sportivo Estudiantes (SL)   | 1 - 0 | Instituto               | Juan Gilberto Funes           | 15 de abril | 17:00 |
| Douglas Haig                | 0 - 1 | Argentinos Juniors      | Miguel Morales                | 15 de abril | 17:05 |
| Guillermo Brown             | 0 - 0 | Juventud Unida (G)      | Raúl Conti                    | 16 de abril | 16:00 |
| Libre: San Martín (Tucumán) |       |                         |                               |             |       |

| Flandria                | 0 - 0 | Ferro Carril Oeste        | Carlos V                     | 19 de abril | 15:30 |
| Nueva Chicago           | 2 - 0 | Atlético Paraná           | Nueva Chicago                | 19 de abril | 15:35 |
| Gimnasia y Esgrima (J)  | 2 - 0 | Brown de Adrogué          | 23 de Agosto                 | 19 de abril | 16:00 |
| Chacarita Juniors       | 2 - 0 | Sportivo Estudiantes (SL) | Chacarita Juniors            | 19 de abril | 19:05 |
| Ramón Santamarina       | 0 - 0 | Almagro                   | Municipal General San Martín | 19 de abril | 20:30 |
| Instituto               | 1 - 1 | Douglas Haig              | Juan Domingo Perón           | 19 de abril | 21:00 |
| Argentinos Juniors      | 2 - 0 | Villa Dálmine             | Diego Armando Maradona       | 19 de abril | 21:05 |
| San Martín (T)          | 1 - 0 | Crucero del Norte         | La Ciudadela                 | 19 de abril | 21:30 |
| Independiente Rivadavia | 2 - 2 | Central Córdoba (SdE)     | Bautista Gargantini          | 19 de abril | 21:30 |
| Los Andes               | 0 - 0 | Guillermo Brown           | Eduardo Gallardón            | 20 de abril | 19:05 |
| Juventud Unida (G)      | 0 - 2 | All Boys                  | De los Eucaliptos            | 20 de abril | 21:00 |
| Libre: Boca Unidos      |       |                           |                              |             |       |

| Brown de Adrogué          | 1 - 2 | Nueva Chicago           | Lorenzo Arandilla             | 23 de abril | 12:05 |
| Atlético Paraná           | 0 - 1 | Argentinos Juniors      | Pedro Mutio                   | 23 de abril | 13:05 |
| Almagro                   | 1 - 1 | Flandria                | Tres de Febrero               | 23 de abril | 15:30 |
| Villa Dálmine             | 1 - 3 | Instituto               | El Coliseo de Mitre y Puccini | 23 de abril | 15:30 |
| Guillermo Brown           | 1 - 0 | Gimnasia y Esgrima (J)  | Raúl Conti                    | 23 de abril | 16:00 |
| Ferro Carril Oeste        | 7 - 2 | Juventud Unida (G)      | Arquitecto Ricardo Etcheverri | 23 de abril | 16:00 |
| Boca Unidos               | 1 - 1 | Independiente Rivadavia | Leoncio Benítez               | 23 de abril | 16:00 |
| Sportivo Estudiantes (SL) | 3 - 3 | San Martín (T)          | Juan Gilberto Funes           | 23 de abril | 17:00 |
| All Boys                  | 0 - 1 | Los Andes               | Islas Malvinas                | 24 de abril | 20:00 |
| Douglas Haig              | 0 - 0 | Chacarita Juniors       | Miguel Morales                | 24 de abril | 21:05 |
| Central Córdoba (SdE)     | 3 - 0 | Ramón Santamarina       | Alfredo Terrera               | 24 de abril | 22:00 |
| Libre: Crucero del Norte  |       |                         |                               |             |       |

| Nueva Chicago                  | 2 - 0 | Guillermo Brown           | Nueva Chicago                | 29 de abril | 13:05 |
| Juventud Unida (G)             | 0 - 1 | Almagro                   | De los Eucaliptos            | 29 de abril | 14:45 |
| Flandria                       | 2 - 0 | Central Córdoba (SdE)     | Carlos V                     | 29 de abril | 15:30 |
| Chacarita Juniors              | 4 - 1 | Villa Dálmine             | Chacarita Juniors            | 29 de abril | 20:05 |
| Los Andes                      | 1 - 1 | Ferro Carril Oeste        | Eduardo Gallardón            | 30 de abril | 15:40 |
| Argentinos Juniors             | 0 - 0 | Brown de Adrogué          | Diego Armando Maradona       | 30 de abril | 15:45 |
| Crucero del Norte              | 3 - 0 | Sportivo Estudiantes (SL) | Comandante Andrés Guacurarí  | 30 de abril | 17:00 |
| San Martín (T)                 | 3 - 1 | Douglas Haig              | La Ciudadela                 | 30 de abril | 17:00 |
| Gimnasia y Esgrima (J)         | 0 - 0 | All Boys                  | 23 de Agosto                 | 30 de abril | 17:00 |
| Ramón Santamarina              | 1 - 1 | Boca Unidos               | Municipal General San Martín | 30 de abril | 19:00 |
| Instituto                      | 1 - 0 | Atlético Paraná           | Juan Domingo Perón           | 2 de mayo   | 21:00 |
| Libre: Independiente Rivadavia |       |                           |                              |             |       |

| Almagro                                | 0 - 0 | Los Andes              | Tres de Febrero               | 5 de mayo | 15:30 |
| Ferro Carril Oeste                     | 4 - 0 | Gimnasia y Esgrima (J) | Arquitecto Ricardo Etcheverri | 5 de mayo | 20:30 |
| Boca Unidos                            | 2 - 2 | Flandria               | Leoncio Benítez               | 5 de mayo | 21:00 |
| Independiente Rivadavia                | 1 - 1 | Ramón Santamarina      | Bautista Gargantini           | 5 de mayo | 21:30 |
| Central Córdoba (SdE)                  | 1 - 0 | Juventud Unida (G)     | Alfredo Terrera               | 5 de mayo | 22:00 |
| Guillermo Brown                        | 0 - 0 | Argentinos Juniors     | Raúl Conti                    | 6 de mayo | 13:05 |
| Douglas Haig                           | 1 - 0 | Crucero del Norte      | Miguel Morales                | 6 de mayo | 13:30 |
| Villa Dálmine                          | 1 - 2 | San Martín (T)         | El Coliseo de Mitre y Puccini | 6 de mayo | 14:30 |
| Brown de Adrogué                       | 2 - 0 | Instituto              | Lorenzo Arandilla             | 6 de mayo | 15:30 |
| All Boys                               | 2 - 0 | Nueva Chicago          | Islas Malvinas                | 6 de mayo | 17:05 |
| Atlético Paraná                        | 1 - 1 | Chacarita Juniors      | Pedro Mutio                   | 6 de mayo | 18:00 |
| Libre: Sportivo Estudiantes (San Luis) |       |                        |                               |           |       |

| Flandria                  | 3 - 0 | Independiente Rivadavia | Carlos V                    | 9 de mayo  | 15:30 |
| Nueva Chicago             | 1 - 1 | Ferro Carril Oeste      | Nueva Chicago               | 10 de mayo | 15:20 |
| Gimnasia y Esgrima (J)    | 1 - 0 | Almagro                 | 23 de Agosto                | 10 de mayo | 15:30 |
| Sportivo Estudiantes (SL) | 2 - 1 | Douglas Haig            | Juan Gilberto Funes         | 10 de mayo | 19:30 |
| Los Andes                 | 1 - 1 | Central Córdoba (SdE)   | Eduardo Gallardón           | 10 de mayo | 20:30 |
| Crucero del Norte         | 1 - 2 | Villa Dálmine           | Comandante Andrés Guacurarí | 10 de mayo | 21:00 |
| Juventud Unida (G)        | 1 - 1 | Boca Unidos             | De los Eucaliptos           | 10 de mayo | 21:00 |
| Instituto                 | 2 - 0 | Guillermo Brown         | Juan Domingo Perón          | 10 de mayo | 21:00 |
| Chacarita Juniors         | 1 - 2 | Brown de Adrogué        | Chacarita Juniors           | 10 de mayo | 21:05 |
| Argentinos Juniors        | 5 - 1 | All Boys                | Diego Armando Maradona      | 10 de mayo | 21:05 |
| San Martín (T)            | 4 - 2 | Atlético Paraná         | La Ciudadela                | 10 de mayo | 21:30 |
| Libre: Ramón Santamarina  |       |                         |                             |            |       |

| Ramón Santamarina       | 0 - 0 | Flandria                  | Municipal General San Martín  | 13 de mayo | 20:00 |
| Independiente Rivadavia | 1 - 1 | Juventud Unida (G)        | Bautista Gargantini           | 14 de mayo | 21:00 |
| Almagro                 | 1 - 0 | Nueva Chicago             | Tres de Febrero               | 15 de mayo | 14:05 |
| Guillermo Brown         | 3 - 0 | Chacarita Juniors         | Raúl Conti                    | 15 de mayo | 15:00 |
| Villa Dálmine           | 0 - 1 | Sportivo Estudiantes (SL) | El Coliseo de Mitre y Puccini | 15 de mayo | 15:30 |
| Atlético Paraná         | 0 - 0 | Crucero del Norte         | Pedro Mutio                   | 15 de mayo | 20:30 |
| Boca Unidos             | 1 - 0 | Los Andes                 | Leoncio Benítez               | 15 de mayo | 21:00 |
| Ferro Carril Oeste      | 0 - 0 | Argentinos Juniors        | Arquitecto Ricardo Etcheverri | 15 de mayo | 21:05 |
| Central Córdoba (SdE)   | 2 - 2 | Gimnasia y Esgrima (J)    | Alfredo Terrera               | 15 de mayo | 22:00 |
| Brown de Adrogué        | 2 - 2 | San Martín (T)            | Lorenzo Arandilla             | 16 de mayo | 15:30 |
| All Boys                | 2 - 0 | Instituto                 | Islas Malvinas                | 16 de mayo | 20:00 |
| Libre: Douglas Haig     |       |                           |                               |            |       |

| Douglas Haig              | 1 - 1 | Villa Dálmine           | Miguel Morales              | 20 de mayo | 13:05 |
| Nueva Chicago             | 0 - 0 | Central Córdoba (SdE)   | Nueva Chicago               | 20 de mayo | 15:05 |
| Chacarita Juniors         | 1 - 0 | All Boys                | Chacarita Juniors           | 20 de mayo | 18:05 |
| San Martín (T)            | 1 - 2 | Guillermo Brown         | La Ciudadela                | 20 de mayo | 21:05 |
| Los Andes                 | 2 - 2 | Independiente Rivadavia | Eduardo Gallardón           | 21 de mayo | 11:00 |
| Juventud Unida (G)        | 2 - 1 | Ramón Santamarina       | De los Eucaliptos           | 21 de mayo | 15:30 |
| Crucero del Norte         | 1 - 1 | Brown de Adrogué        | Comandante Andrés Guacurarí | 21 de mayo | 16:00 |
| Sportivo Estudiantes (SL) | 2 - 1 | Atlético Paraná         | Juan Gilberto Funes         | 21 de mayo | 17:00 |
| Instituto                 | 2 - 0 | Ferro Carril Oeste      | Juan Domingo Perón          | 21 de mayo | 17:00 |
| Gimnasia y Esgrima (J)    | 1 - 1 | Boca Unidos             | 23 de Agosto                | 21 de mayo | 17:00 |
| Argentinos Juniors        | 0 - 0 | Almagro                 | Diego Armando Maradona      | 22 de mayo | 20:05 |
| Libre: Flandria           |       |                         |                             |            |       |

| Ferro Carril Oeste      | 0 - 0 | Chacarita Juniors         | Arquitecto Ricardo Etcheverri | 26 de mayo | 21:05 |
| Almagro                 | 2 - 0 | Instituto                 | Tres de Febrero               | 27 de mayo | 13:05 |
| Brown de Adrogué        | 0 - 1 | Sportivo Estudiantes (SL) | Lorenzo Arandilla             | 27 de mayo | 15:30 |
| All Boys                | 0 - 2 | San Martín (T)            | Islas Malvinas                | 27 de mayo | 15:30 |
| Atlético Paraná         | 1 - 0 | Douglas Haig              | Pedro Mutio                   | 27 de mayo | 17:00 |
| Ramón Santamarina       | 2 - 1 | Los Andes                 | Municipal General San Martín  | 28 de mayo | 11:00 |
| Guillermo Brown         | 1 - 0 | Crucero del Norte         | Raúl Conti                    | 28 de mayo | 15:00 |
| Central Córdoba (SdE)   | 0 - 1 | Argentinos Juniors        | Alfredo Terrera               | 28 de mayo | 15:05 |
| Flandria                | 4 - 1 | Juventud Unida (G)        | Carlos V                      | 28 de mayo | 15:30 |
| Boca Unidos             | 0 - 2 | Nueva Chicago             | Leoncio Benítez               | 28 de mayo | 16:00 |
| Independiente Rivadavia | 1 - 0 | Gimnasia y Esgrima (J)    | Bautista Gargantini           | 28 de mayo | 17:00 |
| Libre: Villa Dálmine    |       |                           |                               |            |       |

| Sportivo Estudiantes (SL)            | 0 - 0 | Guillermo Brown         | Juan Gilberto Funes           | 2 de junio | 20:05 |
| Chacarita Juniors                    | 3 - 0 | Almagro                 | Chacarita Juniors             | 2 de junio | 21:05 |
| Nueva Chicago                        | 0 - 1 | Independiente Rivadavia | Nueva Chicago                 | 3 de junio | 15:05 |
| Douglas Haig                         | 1 - 2 | Brown de Adrogué        | Miguel Morales                | 3 de junio | 15:30 |
| Villa Dálmine                        | 2 - 0 | Atlético Paraná         | El Coliseo de Mitre y Puccini | 3 de junio | 15:30 |
| San Martín (T)                       | 0 - 1 | Ferro Carril Oeste      | La Ciudadela                  | 3 de junio | 17:05 |
| Instituto                            | 3 - 2 | Central Córdoba (SdE)   | Juan Domingo Perón            | 3 de junio | 19:00 |
| Los Andes                            | 1 - 1 | Flandria                | Eduardo Gallardón             | 4 de junio | 15:30 |
| Gimnasia y Esgrima (J)               | 1 - 0 | Ramón Santamarina       | 23 de Agosto                  | 4 de junio | 17:00 |
| Crucero del Norte                    | 0 - 0 | All Boys                | Comandante Andrés Guacurarí   | 4 de junio | 17:00 |
| Argentinos Juniors                   | 3 - 0 | Boca Unidos             | Diego Armando Maradona        | 5 de junio | 21:05 |
| Libre: Juventud Unida (Gualeguaychú) |       |                         |                               |            |       |

| Central Córdoba (SdE)   | 0 - 2 | Chacarita Juniors         | Alfredo Terrera               | 8 de junio  | 21:00 |
| Ramón Santamarina       | 0 - 0 | Nueva Chicago             | Municipal General San Martín  | 9 de junio  | 20:30 |
| Juventud Unida (G)      | 0 - 1 | Los Andes                 | De los Eucaliptos             | 9 de junio  | 20:45 |
| Guillermo Brown         | 2 - 0 | Douglas Haig              | Raúl Conti                    | 11 de junio | 15:00 |
| Flandria                | 2 - 0 | Gimnasia y Esgrima (J)    | Carlos V                      | 11 de junio | 15:00 |
| Brown de Adrogué        | 2 - 1 | Villa Dálmine             | Lorenzo Arandilla             | 11 de junio | 15:30 |
| Almagro                 | 0 - 3 | San Martín (T)            | Tres de Febrero               | 11 de junio | 15:30 |
| Independiente Rivadavia | 2 - 1 | Argentinos Juniors        | Bautista Gargantini           | 11 de junio | 16:00 |
| Boca Unidos             | 0 - 1 | Instituto                 | Leoncio Benítez               | 11 de junio | 16:00 |
| All Boys                | 4 - 0 | Sportivo Estudiantes (SL) | Islas Malvinas                | 12 de junio | 19:30 |
| Ferro Carril Oeste      | 0 - 0 | Crucero del Norte         | Arquitecto Ricardo Etcheverri | 12 de junio | 21:05 |
| Libre: Atlético Paraná  |       |                           |                               |             |       |

| Atlético Paraná           | 0 - 3 | Brown de Adrogué        | Pedro Mutio                   | 15 de junio | 20:30 |
| Villa Dálmine             | 0 - 0 | Guillermo Brown         | El Coliseo de Mitre y Puccini | 16 de junio | 15:35 |
| Gimnasia y Esgrima (J)    | 0 - 0 | Juventud Unida (G)      | 23 de Agosto                  | 16 de junio | 17:00 |
| Instituto                 | 1 - 0 | Independiente Rivadavia | Juan Domingo Perón            | 16 de junio | 21:00 |
| Chacarita Juniors         | 1 - 0 | Boca Unidos             | Chacarita Juniors             | 16 de junio | 21:05 |
| San Martín (T)            | 2 - 2 | Central Córdoba (SdE)   | La Ciudadela                  | 16 de junio | 21:30 |
| Douglas Haig              | 0 - 0 | All Boys                | Miguel Morales                | 17 de junio | 14:00 |
| Nueva Chicago             | 0 - 1 | Flandria                | Nueva Chicago                 | 17 de junio | 15:00 |
| Crucero del Norte         | 2 - 0 | Almagro                 | Comandante Andrés Guacurarí   | 17 de junio | 19:00 |
| Argentinos Juniors        | 1 - 0 | Ramón Santamarina       | Diego Armando Maradona        | 17 de junio | 20:45 |
| Sportivo Estudiantes (SL) | 1 - 0 | Ferro Carril Oeste      | Juan Gilberto Funes           | 18 de junio | 16:00 |
| Libre: Los Andes          |       |                         |                               |             |       |

| Guillermo Brown         | 2 - 2 | Atlético Paraná           | Raúl Conti                    | 20 de junio | 15:05 |
| Los Andes               | 3 - 2 | Gimnasia y Esgrima (J)    | Eduardo Gallardón             | 20 de junio | 15:30 |
| Central Córdoba (SdE)   | 3 - 0 | Crucero del Norte         | Alfredo Terrera               | 20 de junio | 19:30 |
| Juventud Unida (G)      | 1 - 0 | Nueva Chicago             | De los Eucaliptos             | 21 de junio | 14:30 |
| Almagro                 | 2 - 1 | Sportivo Estudiantes (SL) | Tres de Febrero               | 21 de junio | 15:30 |
| Boca Unidos             | 1 - 1 | San Martín (T)            | Leoncio Benítez               | 21 de junio | 15:30 |
| Ferro Carril Oeste      | 1 - 1 | Douglas Haig              | Arquitecto Ricardo Etcheverri | 21 de junio | 20:00 |
| All Boys                | 0 - 1 | Villa Dálmine             | Islas Malvinas                | 21 de junio | 20:00 |
| Independiente Rivadavia | 3 - 1 | Chacarita Juniors         | Bautista Gargantini           | 21 de junio | 21:00 |
| Flandria                | 0 - 1 | Argentinos Juniors        | Carlos V                      | 22 de junio | 15:35 |
| Ramón Santamarina       | 1 - 0 | Instituto                 | Municipal General San Martín  | 22 de junio | 20:30 |
| Libre: Brown de Adrogué |       |                           |                               |             |       |

| Brown de Adrogué                  | 1 - 1 | Guillermo Brown         | Lorenzo Arandilla             | 24 de junio | 14:05 |
| Nueva Chicago                     | 2 - 1 | Los Andes               | Nueva Chicago                 | 24 de junio | 15:00 |
| Douglas Haig                      | 0 - 0 | Almagro                 | Miguel Morales                | 25 de junio | 15:00 |
| Villa Dálmine                     | 0 - 0 | Ferro Carril Oeste      | El Coliseo de Mitre y Puccini | 25 de junio | 15:30 |
| Sportivo Estudiantes (SL)         | 2 - 2 | Central Córdoba (SdE)   | Juan Gilberto Funes           | 25 de junio | 16:00 |
| San Martín (T)                    | 1 - 2 | Independiente Rivadavia | La Ciudadela                  | 25 de junio | 16:45 |
| Crucero del Norte                 | 2 - 3 | Boca Unidos             | Comandante Andrés Guacurarí   | 25 de junio | 19:00 |
| Chacarita Juniors                 | 3 - 0 | Ramón Santamarina       | Chacarita Juniors             | 26 de junio | 18:05 |
| Instituto                         | 0 - 2 | Flandria                | Juan Domingo Perón            | 26 de junio | 20:00 |
| Argentinos Juniors                | 4 - 0 | Juventud Unida (G)      | Diego Armando Maradona        | 26 de junio | 21:05 |
| Atlético Paraná                   | 0 - 0 | All Boys                | Pedro Mutio                   | 27 de junio | 18:00 |
| Libre: Gimnasia y Esgrima (Jujuy) |       |                         |                               |             |       |

| Ramón Santamarina       | 1 - 0 | San Martín (T)            | Municipal General San Martín  | 30 de junio | 20:30 |
| Independiente Rivadavia | 0 - 0 | Crucero del Norte         | Bautista Gargantini           | 30 de junio | 21:00 |
| Flandria                | 0 - 1 | Chacarita Juniors         | Carlos V                      | 1 de julio  | 13:05 |
| Almagro                 | 1 - 2 | Villa Dálmine             | Tres de Febrero               | 1 de julio  | 15:30 |
| Los Andes               | 1 - 1 | Argentinos Juniors        | Eduardo Gallardón             | 1 de julio  | 17:05 |
| Juventud Unida (G)      | 2 - 1 | Instituto                 | De los Eucaliptos             | 2 de julio  | 14:30 |
| Gimnasia y Esgrima (J)  | 2 - 2 | Nueva Chicago             | 23 de Agosto                  | 2 de julio  | 15:00 |
| Boca Unidos             | 0 - 1 | Sportivo Estudiantes (SL) | Leoncio Benítez               | 2 de julio  | 16:00 |
| Central Córdoba (SdE)   | 2 - 3 | Douglas Haig              | Alfredo Terrera               | 3 de julio  | 21:05 |
| Ferro Carril Oeste      | 2 - 1 | Atlético Paraná           | Arquitecto Ricardo Etcheverri | 4 de julio  | 20:00 |
| All Boys                | 1 - 0 | Brown de Adrogué          | Islas Malvinas                | 4 de julio  | 20:05 |
| Libre: Guillermo Brown  |       |                           |                               |             |       |

| Villa Dálmine             | 0 - 5 | Central Córdoba (SdE)   | El Coliseo de Mitre y Puccini | 7 de julio | 15:30 |
| Crucero del Norte         | 0 - 1 | Ramón Santamarina       | Comandante Andrés Guacurarí   | 7 de julio | 21:00 |
| Instituto                 | 2 - 2 | Los Andes               | Juan Domingo Perón            | 7 de julio | 21:00 |
| San Martín (T)            | 2 - 0 | Flandria                | La Ciudadela                  | 7 de julio | 21:30 |
| Guillermo Brown           | 0 - 0 | All Boys                | Raúl Conti                    | 8 de julio | 13:05 |
| Brown de Adrogué          | 5 - 1 | Ferro Carril Oeste      | Lorenzo Arandilla             | 8 de julio | 14:05 |
| Argentinos Juniors        | 1 - 0 | Gimnasia y Esgrima (J)  | Diego Armando Maradona        | 8 de julio | 15:05 |
| Atlético Paraná           | 4 - 3 | Almagro                 | Pedro Mutio                   | 8 de julio | 17:00 |
| Douglas Haig              | 1 - 0 | Boca Unidos             | Miguel Morales                | 8 de julio | 20:00 |
| Sportivo Estudiantes (SL) | 0 - 1 | Independiente Rivadavia | Juan Gilberto Funes           | 9 de julio | 16:00 |
| Chacarita Juniors         | 2 - 1 | Juventud Unida (G)      | Chacarita Juniors             | 9 de julio | 16:05 |
| Libre: Nueva Chicago      |       |                         |                               |            |       |

| Almagro                 | 2 - 0 | Brown de Adrogué          | Tres de Febrero               | 11 de julio | 15:30 |
| Flandria                | 1 - 1 | Crucero del Norte         | Carlos V                      | 12 de julio | 15:00 |
| Nueva Chicago           | 1 - 2 | Argentinos Juniors        | Nueva Chicago                 | 12 de julio | 15:35 |
| Ferro Carril Oeste      | 1 - 2 | Guillermo Brown           | Arquitecto Ricardo Etcheverri | 12 de julio | 20:05 |
| Independiente Rivadavia | 3 - 0 | Douglas Haig              | Bautista Gargantini           | 12 de julio | 20:05 |
| Ramón Santamarina       | 1 - 0 | Sportivo Estudiantes (SL) | Municipal General San Martín  | 12 de julio | 20:30 |
| Boca Unidos             | 2 - 1 | Villa Dálmine             | Leoncio Benítez               | 12 de julio | 21:00 |
| Central Córdoba (SdE)   | 1 - 2 | Atlético Paraná           | Alfredo Terrera               | 12 de julio | 21:00 |
| Gimnasia y Esgrima (J)  | 1 - 1 | Instituto                 | 23 de Agosto                  | 12 de julio | 21:30 |
| Juventud Unida (G)      | 0 - 0 | San Martín (T)            | De los Eucaliptos             | 13 de julio | 14:30 |
| Los Andes               | 1 - 3 | Chacarita Juniors         | Eduardo Gallardón             | 13 de julio | 21:05 |
| Libre: All Boys         |       |                           |                               |             |       |

| Brown de Adrogué          | 0 - 1 | Central Córdoba (SdE)   | Lorenzo Arandilla             | 16 de julio | 11:00 |
| Guillermo Brown           | 1 - 0 | Almagro                 | Raúl Conti                    | 16 de julio | 13:15 |
| Villa Dálmine             | 0 - 2 | Independiente Rivadavia | El Coliseo de Mitre y Puccini | 16 de julio | 15:00 |
| Chacarita Juniors         | 0 - 0 | Gimnasia y Esgrima (J)  | Chacarita Juniors             | 16 de julio | 15:15 |
| All Boys                  | 1 - 0 | Ferro Carril Oeste      | Islas Malvinas                | 16 de julio | 15:30 |
| Instituto                 | 1 - 0 | Nueva Chicago           | Juan Domingo Perón            | 16 de julio | 16:00 |
| Atlético Paraná           | 0 - 3 | Boca Unidos             | Pedro Mutio                   | 17 de julio | 15:00 |
| Douglas Haig              | 0 - 0 | Ramón Santamarina       | Miguel Morales                | 17 de julio | 20:00 |
| San Martín (T)            | 2 - 3 | Los Andes               | La Ciudadela                  | 17 de julio | 21:00 |
| Crucero del Norte         | 0 - 1 | Juventud Unida (G)      | Comandante Andrés Guacurarí   | 17 de julio | 21:00 |
| Sportivo Estudiantes (SL) | 1 - 1 | Flandria                | Juan Gilberto Funes           | 18 de julio | 16:00 |
| Libre: Argentinos Juniors |       |                         |                               |             |       |

| Independiente Rivadavia   | 1 - 1 | Atlético Paraná           | Bautista Gargantini          | 21 de julio | 21:30 |
| Los Andes                 | 2 - 0 | Crucero del Norte         | Eduardo Gallardón            | 22 de julio | 15:35 |
| Ramón Santamarina         | 5 - 0 | Villa Dálmine             | Municipal General San Martín | 22 de julio | 19:00 |
| Boca Unidos               | 0 - 2 | Brown de Adrogué          | Leoncio Benítez              | 22 de julio | 20:00 |
| Central Córdoba (SdE)     | 2 - 1 | Guillermo Brown           | Alfredo Terrera              | 23 de julio | 11:00 |
| Argentinos Juniors        | 1 - 0 | Instituto                 | Diego Armando Maradona       | 23 de julio | 15:00 |
| Flandria                  | 0 - 0 | Douglas Haig              | Carlos V                     | 23 de julio | 15:00 |
| Nueva Chicago             | 1 - 1 | Chacarita Juniors         | Nueva Chicago                | 23 de julio | 15:30 |
| Almagro                   | 1 - 0 | All Boys                  | Tres de Febrero              | 23 de julio | 15:30 |
| Gimnasia y Esgrima (J)    | 0 - 3 | San Martín (T)            | 23 de agosto                 | 23 de julio | 17:00 |
| Juventud Unida (G)        | 3 - 0 | Sportivo Estudiantes (SL) | De los Eucaliptos            | 24 de julio | 21:05 |
| Libre: Ferro Carril Oeste |       |                           |                              |             |       |

| Ferro Carril Oeste        | 0 - 0 | Almagro                 | Arquitecto Ricardo Etcheverri | 27 de julio | 20:00 |
| Villa Dálmine             | 2 - 0 | Flandria                | El Coliseo de Mitre y Puccini | 28 de julio | 15:00 |
| San Martín (T)            | 2 - 0 | Nueva Chicago           | La Ciudadela                  | 28 de julio | 21:30 |
| Brown de Adrogué          | 1 - 0 | Independiente Rivadavia | Lorenzo Arandilla             | 29 de julio | 15:30 |
| Crucero del Norte         | 0 - 3 | Gimnasia y Esgrima (J)  | Comandante Andrés Guacurarí   | 30 de julio | 15:00 |
| Douglas Haig              | 0 - 1 | Juventud Unida (G)      | Miguel Morales                | 30 de julio | 15:00 |
| Chacarita Juniors         | 1 - 1 | Argentinos Juniors      | Chacarita Juniors             | 30 de julio | 15:35 |
| Guillermo Brown           | 0 - 0 | Boca Unidos             | Raúl Conti                    | 30 de julio | 15:35 |
| Atlético Paraná           | 0 - 0 | Ramón Santamarina       | Pedro Mutio                   | 30 de julio | 19:00 |
| All Boys                  | 2 - 1 | Central Córdoba (SdE)   | Islas Malvinas                | 30 de julio | 20:00 |
| Sportivo Estudiantes (SL) | 1 - 1 | Los Andes               | Juan Gilberto Funes           | 30 de julio | 20:00 |
| Libre: Instituto          |       |                         |                               |             |       |

| 1. 2. 3. 4. |

## Entrenadores
| Listado de entrenadores | Listado de entrenadores                             | Listado de entrenadores |
| Equipo | Entrenador/es                                       | Fechas                  |
| --- | --------------------------------------------------- | ----------------------- |
| All Boys | José Romero                                         | 1.ª a 46.ª              |
| Almagro | Felipe De la Riva                                   | 1.ª a 27.ª              |
| Almagro | Carlos Mayor                                        | 28.ª a 35.ª             |
| Almagro | Jorge Jiménez (interino)                            | 36.ª y 37.ª             |
| Almagro | Edgardo Martini (interino)                          | 38.ª a 41.ª             |
| Almagro | Alfredo Grelak                                      | 42.ª a 46.ª             |
| Argentinos Juniors | Gabriel Heinze                                      | 1.ª a 46.ª              |
| Atlético Paraná | Darío Ortiz                                         | 1.ª a 25.ª              |
| Atlético Paraná | Ricardo Pancaldo                                    | 26.ª a 36.ª             |
| Atlético Paraná | Edgardo Cervilla                                    | 37.ª a 46.ª             |
| Boca Unidos | Omar Labruna                                        | 1.ª a 9.ª               |
| Boca Unidos | Roberto Marioni (interino)                          | 10.ª a 13.ª             |
| Boca Unidos | Federico Domínguez                                  | 14.ª a 26.ª             |
| Boca Unidos | Roberto Marioni (interino)                          | 27.ª                    |
| Boca Unidos | Christian Bassedas                                  | 28.ª a 46.ª             |
| Brown de Adrogué | Pablo Vico                                          | 1.ª a 46.ª              |
| Central Córdoba (SdE) | Marcelo Fuentes                                     | 1.ª a 21.ª              |
| Central Córdoba (SdE) | Gustavo Coleoni                                     | 22.ª a 46.ª             |
| Chacarita Juniors | Gastón Coyette                                      | 1.ª a 46.ª              |
| Crucero del Norte | Miguel Salinas                                      | 1.ª a 15.ª              |
| Crucero del Norte | Alejandro Duré (interino) Sergio Recalde (interino) | 16.ª a 17.ª             |
| Crucero del Norte | Héctor Rivoira                                      | 18.ª a 34.ª             |
| Crucero del Norte | Sergio Lippi                                        | 35.ª a 46.ª             |
| Douglas Haig | Sergio Lippi                                        | 1.ª a 22.ª              |
| Douglas Haig | Mauricio Levato (interino)                          | 7.ª                     |
| Douglas Haig | Andrés Guglielminpietro                             | 23.ª a 36.ª             |
| Douglas Haig | Mauricio Levato                                     | 37.ª a 46.ª             |
| Ferro Carril Oeste | Gustavo Coleoni                                     | 1.ª a 20.ª              |
| Ferro Carril Oeste | Rubén Piaggio (interino)                            | 21.ª                    |
| Ferro Carril Oeste | Marcelo Broggi                                      | 22.ª a 43.ª             |
| Ferro Carril Oeste | Jorge Cordon (interino)                             | 44.ª a 46.ª             |
| Flandria | Sergio Gómez Favio Orsi                             | 1.ª a 46.ª              |
| Gimnasia y Esgrima (J) | Mario Sciacqua                                      | 1.ª a 18.ª              |
| Gimnasia y Esgrima (J) | Fernando Gamboa                                     | 19.ª a 45.ª             |
| Gimnasia y Esgrima (J) | Carlos Morales Santos                               | 46.ª                    |
| Guillermo Brown | Gabriel Gómez                                       | 1.ª a 5.ª               |
| Guillermo Brown | Gastón Esmerado                                     | 6.ª a 46.ª              |
| Independiente Rivadavia | Sergio Aldunate Martín Astudillo                    | 1.ª a 29.ª              |
| Independiente Rivadavia | Alfredo Berti                                       | 30.ª a 46.ª             |
| Instituto | Iván Delfino                                        | 1.ª a 28.ª              |
| Instituto | Claudio Demaría (interino)                          | 29.ª a 46.ª             |
| Juventud Unida (G) | Norberto Acosta                                     | 1.ª a 16.ª              |
| Juventud Unida (G) | Carlos Macchi (interino)                            | 17.ª                    |
| Juventud Unida (G) | Marcelo Broggi                                      | 18.ª a 21.ª             |
| Juventud Unida (G) | Carlos Macchi                                       | 22.ª a 37.ª             |
| Juventud Unida (G) | Javier Osella                                       | 38.ª a 46.ª             |
| Los Andes | Marcelo Barrera                                     | 1.ª a 5.ª               |
| Los Andes | Aníbal Biggeri                                      | 6.ª a 42.ª              |
| Los Andes | Gabriel Lobos (interino)                            | 43.ª a 46.ª             |
| Nueva Chicago | Damián Timpani                                      | 1.ª a 21.ª              |
| Nueva Chicago | Sergio Rondina                                      | 22.ª a 37.ª             |
| Nueva Chicago | Facundo Argüello                                    | 38.ª a 46.ª             |
| Ramón Santamarina | Mauricio Nosei                                      | 1.ª a 14.ª              |
| Ramón Santamarina | Gustavo Liggerini (interino) Silvio Río (interino)  | 15.ª                    |
| Ramón Santamarina | Héctor Arzubialde                                   | 16.ª a 46.ª             |
| San Martín (Tucumán) | Diego Cagna                                         | 1.ª a 46.ª              |
| Sportivo Estudiantes (SL) | Sebastián Rambert                                   | 1.ª a 21.ª              |
| Sportivo Estudiantes (SL) | Omar Asad                                           | 22.ª a 46.ª             |
| Villa Dálmine | Walter Marchesi                                     | 1.ª a 21.ª              |
| Villa Dálmine | Facundo Argüello                                    | 22.ª a 27.ª             |
| Villa Dálmine | Oscar Fredes (interino)                             | 28.ª                    |
| Villa Dálmine | Felipe De la Riva                                   | 29.ª a 46.ª             |
| 1. 2. 3. 4. 5. 6. 7. 8. 9. 10. 11. 12. 13. 14. 15. 16. 17. 18. 19. 20. 21. 22. 23. 24. 25. 26. 27. 28. 29. 30. 31. 32. 33. 34. 35. 36. 37. 38. 39. 40. 41. 42. 43. 44. 45. 46. 47. 48. 49. 50. 51. 52. 53. 54. 55. 56. 57. 58. 59. 60. 61. 62. 63. 64. 65. 66. 67. 68. 69. 70. 71. 72. 73. |                                                     |                         |

## Goleadores
| Jugador             | Equipo             | Goles | Jugada | Cabeza | T. libre | Penal |
| ------------------- | ------------------ | ----- | ------ | ------ | -------- | ----- |
| Rodrigo Salinas     | Chacarita Juniors  | 30    | 16     | 7      | 0        | 7     |
| Tobías Figueroa     | Guillermo Brown    | 21    | 14     | 2      | 1        | 4     |
| Ramón Lentini       | San Martín (T)     | 18    | 12     | 4      | 0        | 2     |
| Braian Romero       | Argentinos Juniors | 15    | 12     | 3      | 0        | 0     |
| Nicolás Reniero     | Almagro            | 15    | 9      | 6      | 0        | 0     |
| Gonzalo Castillejos | Ferro Carril Oeste | 15    | 8      | 4      | 0        | 3     |

- Fuente: www.afa.org.ar